# Österreichischer Triathlonverband

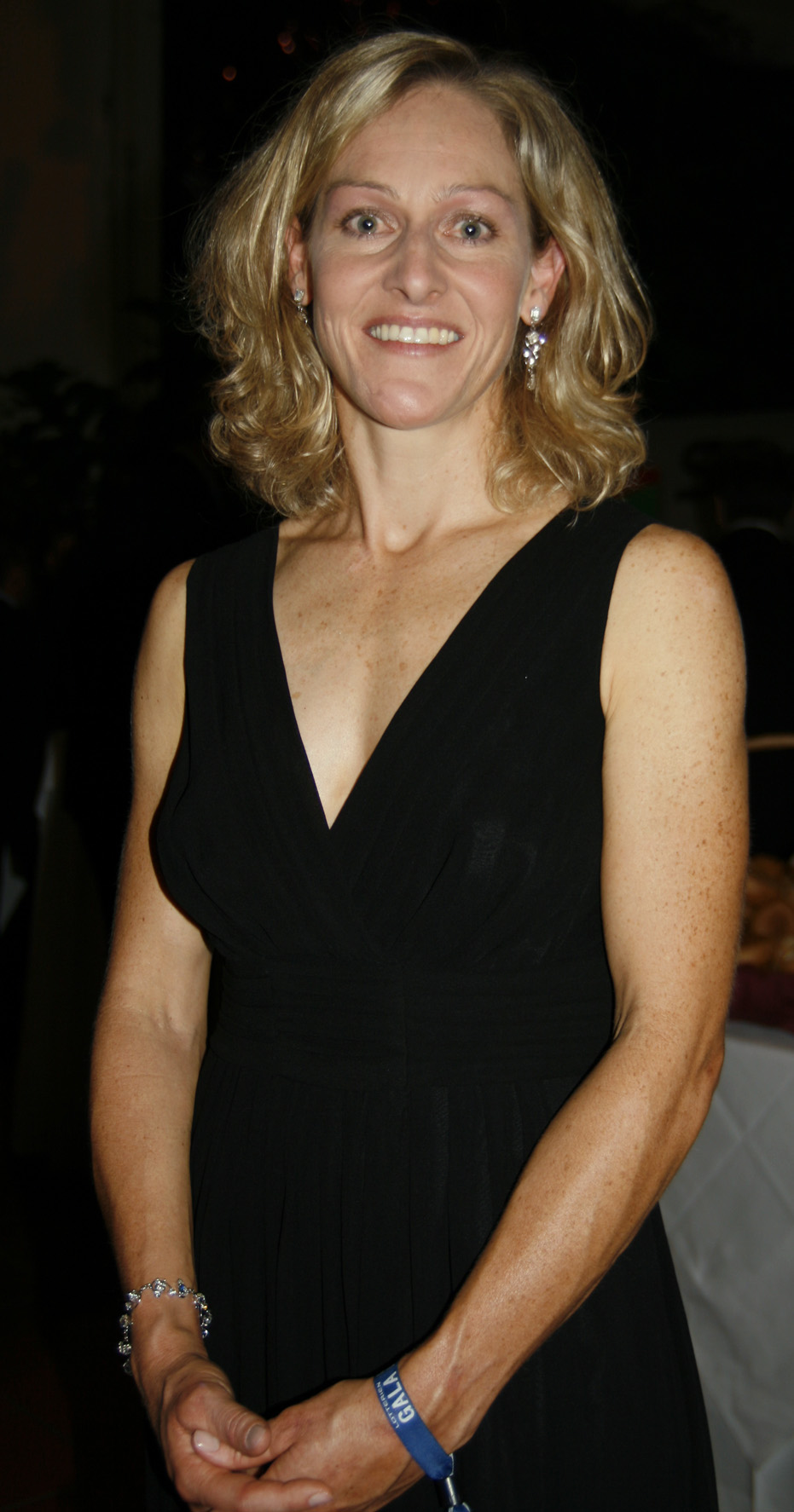
Kate Allen – Olympiasiegerin (2004)

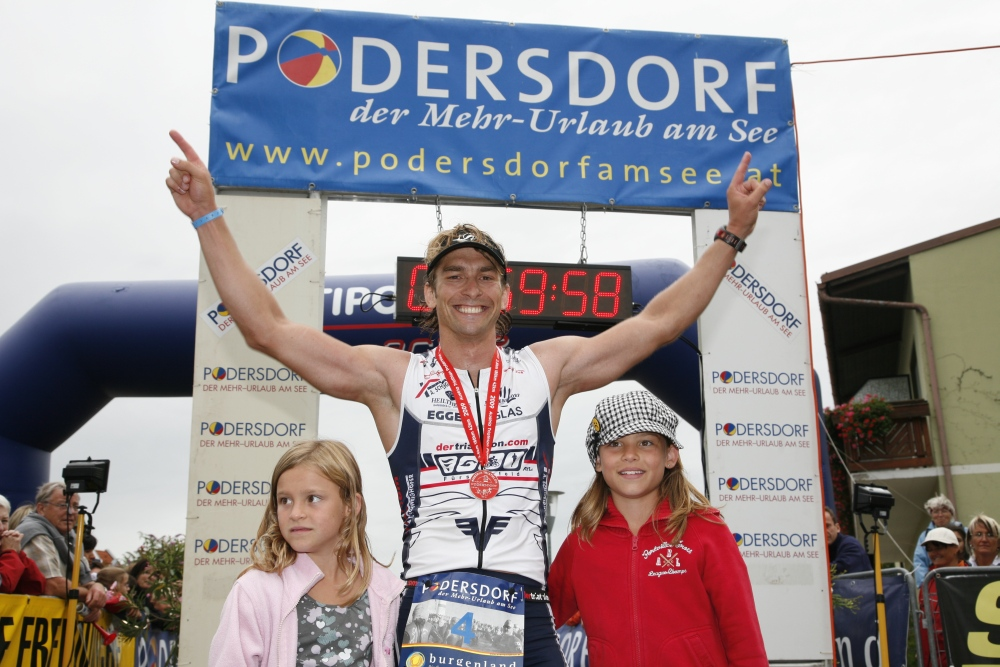
Andreas Fuchs – Triathlon-Staatsmeister auf der Langdistanz in Podersdorf (2009)

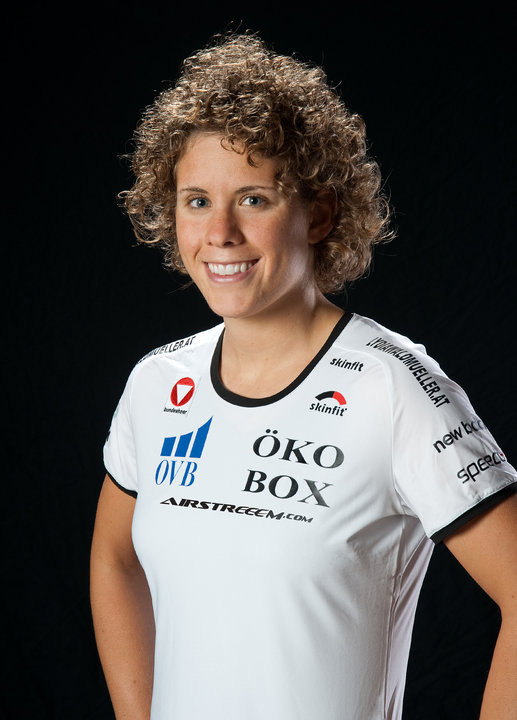
Lydia Waldmüller – Duathlon-Staatsmeisterin (2007), Triathlon-Staatsmeisterin auf der Kurzdistanz (2010) und Sprintdistanz (2013)

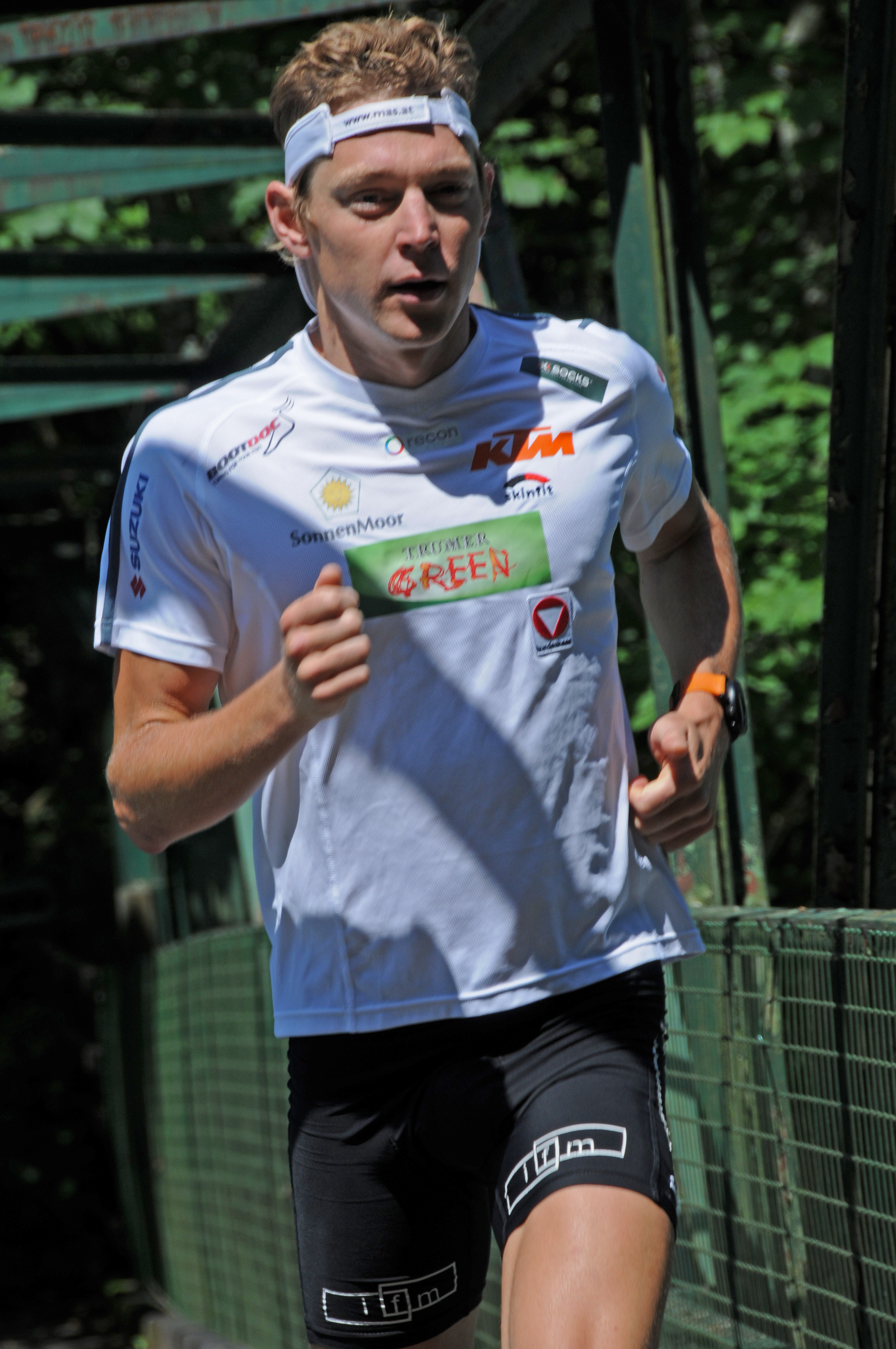
Franz Höfer – Triathlon-Staatsmeister auf der olympischen Distanz (2005, 2009, 2010 und 2012) und Mitteldistanz (2011)

Der Österreichische Triathlonverband (Austrian Triathlon Federation, ÖTRV oder TRI Austria) ist der offizielle Fachverband für österreichische Triathleten sowie die artverwandten Sportarten (Duathlon, Wintertriathlon, Aquathlon, Crosstriathlon).

## Organisation
Gegründet wurde der Österreichische Triathlonverband (ÖTRV) am 3. Oktober 1987. Der ÖTRV gliedert sich in die fünf Sparten:
- Triathlon (Schwimmen – Radfahren – Laufen)
- Duathlon (Laufen – Radfahren – Laufen)
- Wintertriathlon (Crosslauf – Mountainbiking – Skilanglauf)
- Aquathlon (Schwimmen – Laufen)
- Crosstriathlon (Schwimmen – Mountainbiking – Crosslauf)

Der erste Präsident des Verbandes war Günter Klautzer.
Walter Zettinig ist seit 1994 Präsident des ÖTRV und er wurde im Juni 2016 für die Funktionsperiode bis 2020 erneut bestellt. Herwig Grabner ist seit 2005 Generalsekretär sowie administrativer Geschäftsführer des Verbandes. Die sportliche Gesamtleitung des ÖTRV obliegt Sportdirektor Robert Michlmayr. Friedrich Schwarz ist als Technischer Direktor beim österreichischen Triathlonverband ehrenamtlich tätig.
Das Präsidium besteht aus zwölf Personen und weiters sind 350 Wettkampfrichter (Technical Official) sowie rund 30 Funktionäre in diversen Ausschüssen tätig. Dem ÖTRV gehören derzeit etwa 15.000 Mitglieder in 305 Vereinen sowie neun Landesverbände an.(Stand: 26. April 2021)
- Burgenländischer Triathlonverband (Präsident Martin Mitteregger)
- Kärntner Triathlonverband (Präsidentin Constance Mochar)
- Niederösterreichischer Triathlonverband (Präsident Friedrich Schwarz)
- Oberösterreichischer Triathlonverband (Präsident Stefan Leitner)
- Salzburger Triathlonverband (Präsident Michael Kulac)
- Steirischer Triathlonverband (Geschäftsführer Werner Leitner)
- Tiroler Triathlonverband (Präsident Julius Skamen)
- Vorarlberger Triathlonverband (Präsident Thomas Bader)
- Wiener Triathlonverband (Präsident Daniel Döller)

Bundesstützpunkte für das Technik-, Athletik- und Ausdauertraining gibt es in der Südstadt (südlich von Wien), seit Juli 2016 in Rif (Bundesstützpunkt Mitte), seit Februar 2017 in Klagenfurt (Bundesstützpunkt Süd) und es laufen Gespräche für einen vierten Standort im Westen Österreichs.
Der ÖTRV verfügt seit einigen Jahren über ein ständiges Nationalteam.

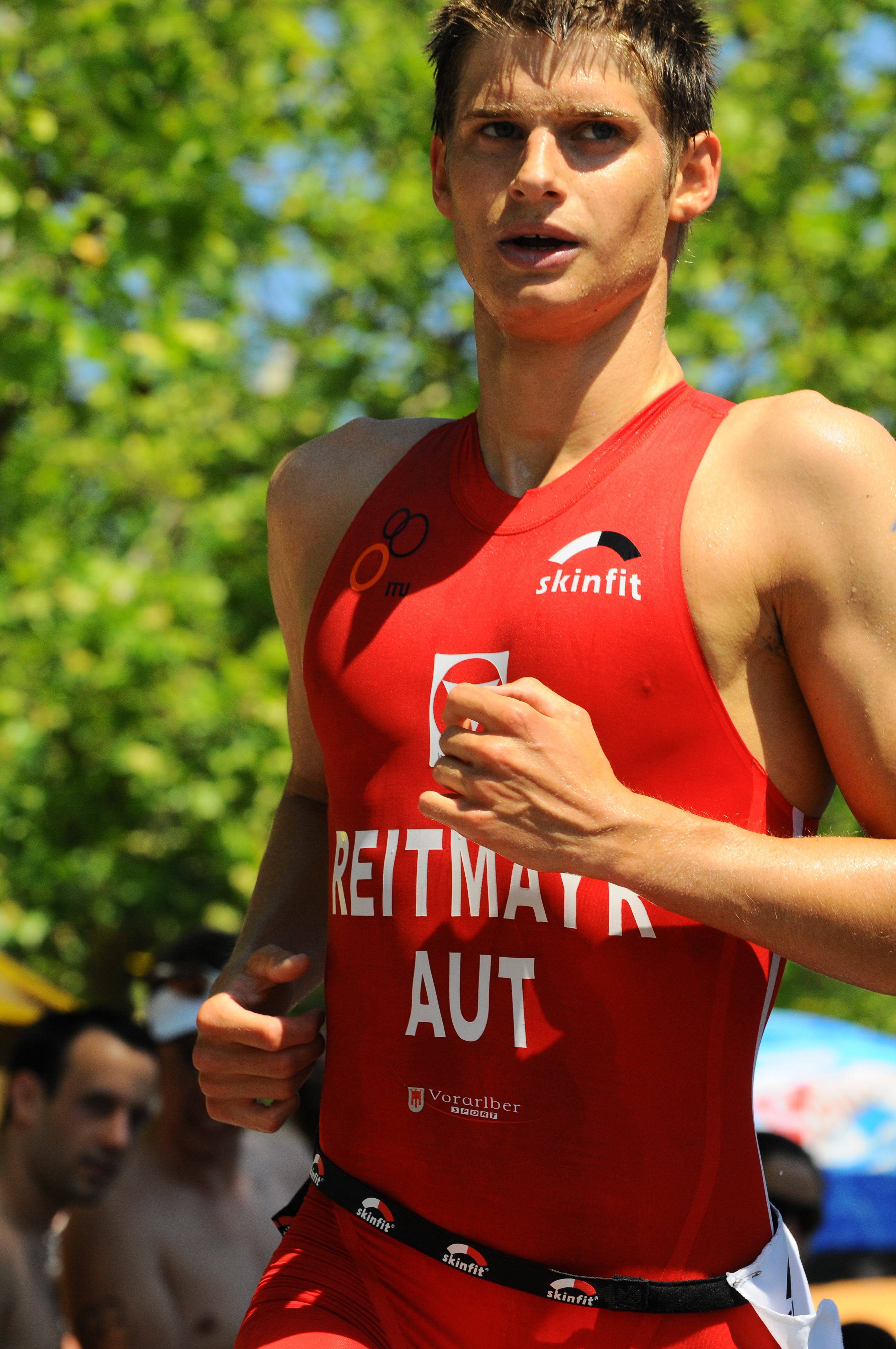
Paul Reitmayr, Triathlon-Staatsmeister auf der olympischen Distanz (2007) und Sprintdistanz (2013) und Vizestaatsmeister auf der Langdistanz (2016)

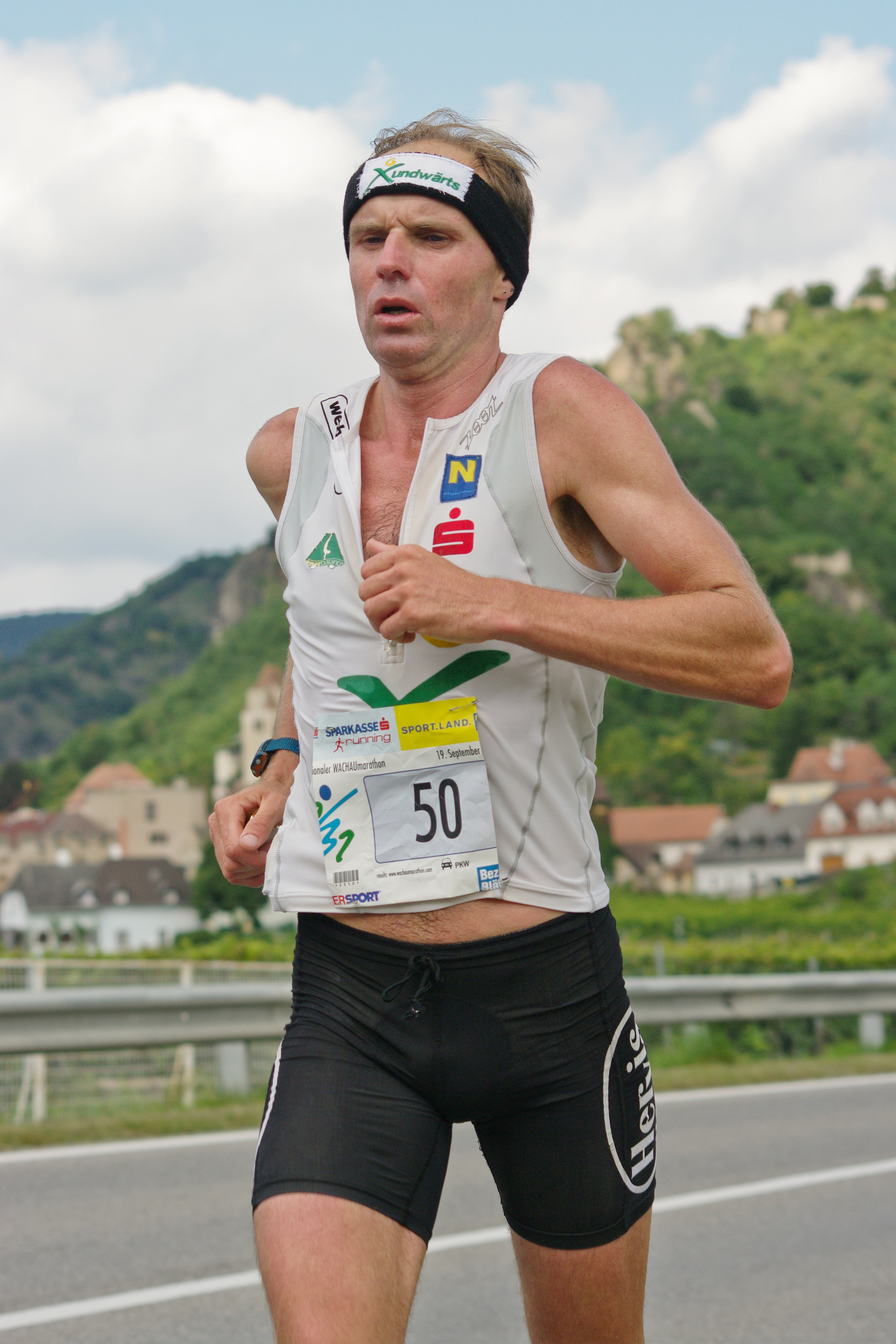
Alexander Frühwirth – mehrfacher Triathlon-Staatsmeister auf der Langdistanz (2000, 2003, 2006, 2007 und 2008)

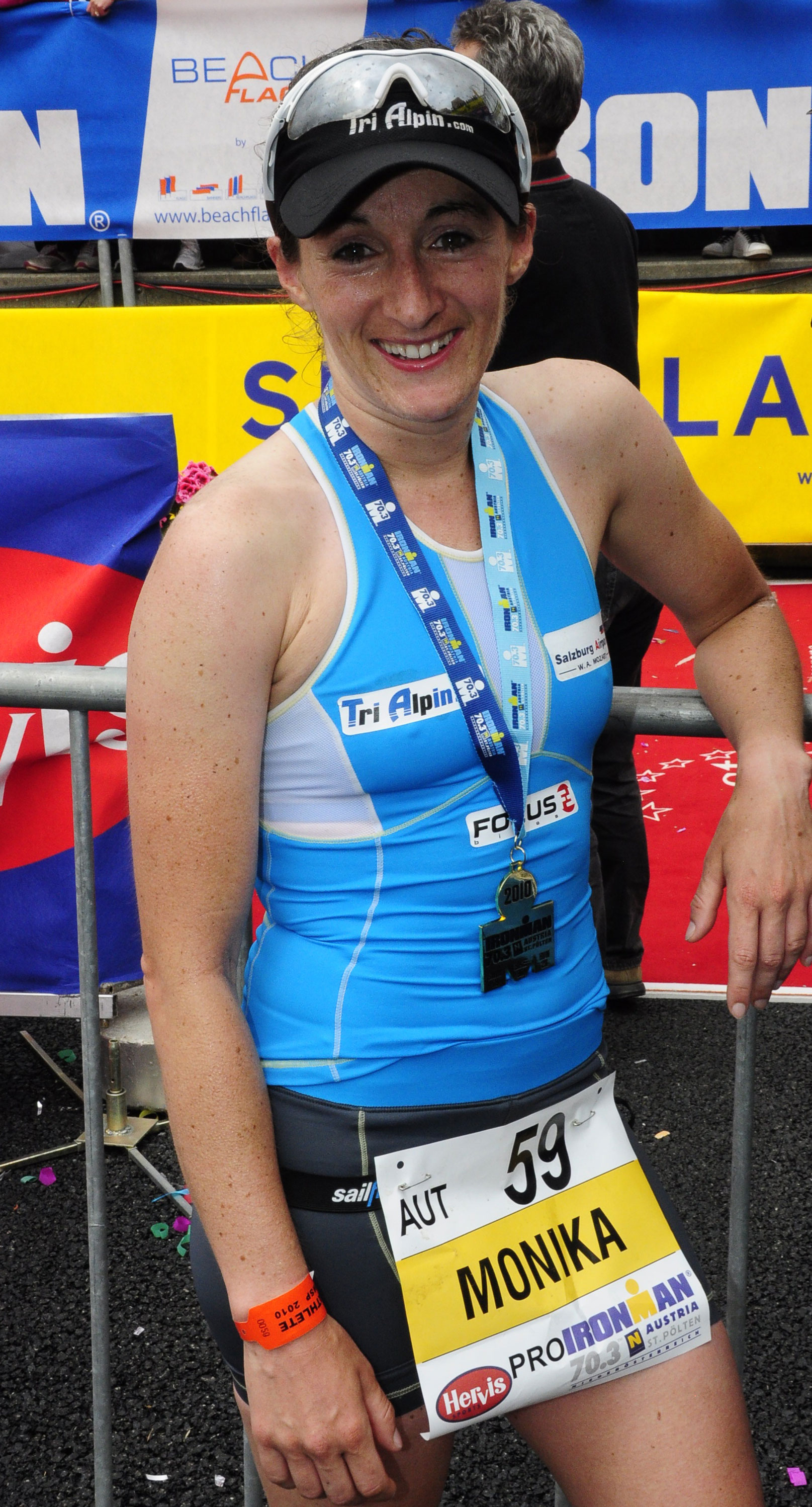
Monika Stadlmann – Triathlon-Staatsmeisterin auf der Langdistanz (2000, 2004, 2011)

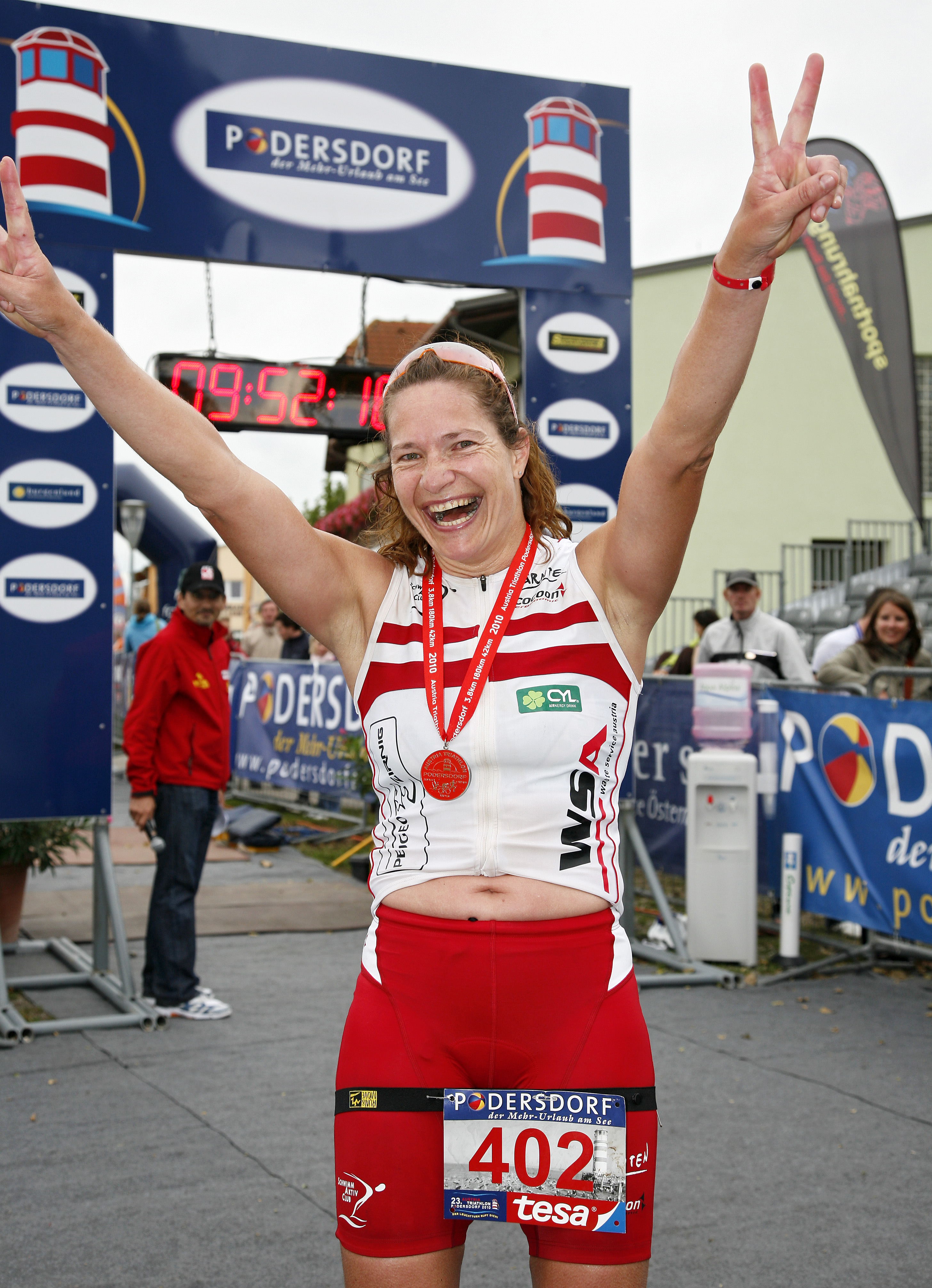
Constance Mochar (Staatsmeisterin auf der Triathlon-Langdistanz, 2010)

## Geschichte
Der erste Triathlon in Österreich wurde am 3. Juli 1983 in Sankt Kanzian am Klopeiner See ausgetragen. 1985 wurden die ersten Vereine gegründet und 1986 traten erstmals österreichische Athleten in Milton Keynes bei der Europameisterschaft der Europäischen Triathlon Union (ETU) an.
Mit dem Austria-Triathlon wurde hier im Juni 1988 der erste Triathlon auf der Langdistanz (3,8 km Schwimmen, 180 km Radfahren und 42,195 km Laufen) ausgetragen. Der Neufelder Triathlon wurde ebenso erstmals 1988 ausgetragen und gehört damit auch zu einem der ältesten Rennen in Österreich.

### Triathlon-Staatsmeisterschaften seit 1988
1988 wurden in Mariazell erstmals österreichische Triathlon-Staatsmeisterschaften ausgetragen und im selben Jahr wurde der ÖTRV in die Europäische Triathlon Union (ETU) aufgenommen. Bei der ersten Austragung einer Triathlon-Weltmeisterschaft 1989 in Avignon (Frankreich) über die Kurzdistanz, die seit Mitte der 1990er Jahre „olympische Triathlon-Distanz“ heißt (1,5 km Schwimmen, 40 km Radfahren und 10 km Laufen), erreichte der Tiroler Wolfgang Kattnig den zehnten Rang.
1989 wurden in Podersdorf beim Austria-Triathlon die ersten österreichischen Staatsmeisterschaften auf der Langdistanz ausgetragen.

### Triathlon-Europameisterschaften in Österreich 1990
Am 26. August 1990 wurden in Linz zum ersten Mal die Triathlon-Europameisterschaften in Österreich ausgetragen und der Tiroler Wolfgang Kattnig konnte hier als erster Österreicher eine Medaille erringen.
1991 wurde der ÖTRV in die Bundessportorganisation aufgenommen.
Am 10. Juli 1993 fand in Seefeld in Tirol der erste Triathlon-Weltcup der International Triathlon Union (ITU) in Österreich statt und es war hier u. a. der US-amerikanische Triathlet und sechsmalige Ironman-Hawaii-Sieger Mark Allen am Start.

### Olympische Sommerspiele 2004
Allgemeine Bekanntheit erlangte der Triathlon-Sport in Österreich, als die gebürtige Australierin Kate Allen bei den Olympischen Spielen in Athen (2004) überraschend für Österreich die Goldmedaille gewann und sich die Begeisterung für den in Österreich bis dahin wenig beachteten Sport in zahlreichen Kinder-Triathlon-Veranstaltungen niederzuschlagen begann.
Aufsehen erregte im Jahr 2008 auch international der „Fall Hütthaler“: Lisa Hütthaler, Staatsmeisterin des Jahres 2007, wurde 2008 des Dopings überführt. Da sie zudem versucht hatte, die Doping-Kontrollbehörde durch Bestechung zum Verschweigen der positiven Probe zu überreden, wurde sie auch strafrechtlich belangt und im Berufungsverfahren zu fünf Monaten bedingt verurteilt.
Die 16-jährige Tiroler Nachwuchskader-Athletin Pia Totschnig konnte sich im Oktober 2016 als erste Österreicherin in der 29-jährigen Verbandsgeschichte den Gesamtsieg im ETU-Europacup Triathlon bei den Juniorinnen holen.
Die 25-jährige Kärntnerin Sara Vilic holte im März 2017 mit dem dritten Rang in Abu Dhabi beim WM-Serienauftakt der Weltmeisterschaftsserie 2017 die erste Medaille für eine österreichische Athletin.

## Events in Österreich (Auswahl)
- Der Austria-Triathlon wird seit 1988 jährlich Ende August in Podersdorf am Neusiedlersee über die Langdistanz ausgetragen: Es werden hier 3,8 km geschwommen, 180 km Rad gefahren und 42,195 km gelaufen. Parallel findet hier auch ein Bewerb über die halbe Ironman-Distanz statt.

- Der Ironman Austria in Klagenfurt ist seit 1998 Teil der Ironman-Weltserie der World Triathlon Corporation und von der Teilnehmerzahl her (2467 Starter in 2008) einer der größten der Welt. Die Teilnehmer haben hier die Möglichkeit, sich für einen Startplatz beim Ironman Hawaii (Langdistanz-Weltmeisterschaft) zu qualifizieren.

- Der Ironman 70.3 Austria in St. Pölten ist seit 2007 Teil der Ironman-70.3-Triathlon-Rennserie der World Triathlon Corporation. Weltweit werden von der World Triathlon Corporation (kurz WTC) Rennen über die Distanz 1,9 km Schwimmen, 90 km Radfahren und 21,1 km Laufen vergeben. Aus der Gesamtdistanz von 113 km bzw. 70,3 Meilen bei einem leitet sich der Name ab.

- Die World Championship Series der ITU ist eine jährlich auch im Rahmen des Kitzbühel-Triathlon stattfindende Triathlon-Rennserie über die „Kurzdistanz“ oder auch „olympische Triathlon-Distanz“. Die Distanzen für diese Rennen sind 1,5 km Schwimmen, 40 km Radfahren und 10 km Laufen. Dieser Weltcup wird jährlich von der Internationalen Triathlon Union (ITU) veranstaltet und galt auch als Qualifikationsrennen für die Olympischen Spiele 2012 in London.

- Der Vienna Triathlon (bis 2016 Vienna City Triathlon) ist eine mehrtägige Veranstaltung, bei der jährlich in Wien Bewerbe über verschiedene Distanzen ausgetragen werden.

- Von 1993 bis 1997 wurde mit dem Trans Vorarlberg Triathlon (3 km Schwimmen, 120 km Radfahren und 15 km Laufen) ein Triathlon quer durch das westlichste österreichische Bundesland ausgetragen. Das Rennen wird nach fünfzehnjähriger Pause seit dem 26. August 2012 wieder über die Mitteldistanz ausgetragen.[11]

- Das Rennen der Challenge Walchsee-Kaiserwinkl über die Halbdistanz (auch Mitteldistanz) besteht aus einer Schwimmdistanz von 1,9 km, einer Radfahretappe von 90 km und einem Halbmarathonlauf (21 km). Sie wurde in Tirol erstmals im September 2010 ausgetragen.

- Der Neufelder Triathlon wurde erstmals 1988 ausgetragen und zählt damit zu den ältesten Triathlon-Veranstaltungen in Österreich.

- Der Krems Triathlon ist eine seit 1994 jährlich in Krems an der Donau stattfindende Triathlon-Sportveranstaltung.

- Mit dem Powerman Austria in Weyer fand der Duathlon über die Langdistanz erstmals 1995 statt und 2002 wurde hier die Duathlon-Weltmeisterschaft ausgetragen.

Weiters finden jährlich 15 Österreichische Meisterschaften im gesamten Bundesgebiet statt sowie deutlich über 100 Veranstaltungen von 50 bis 600 Startern.

## Österreichische Staatsmeister

### Triathlon

#### Sprintdistanz

##### Elite
Staatsmeisterschaften auf der Sprintdistanz wurden in den 1990er Jahren schon ausgetragen.

Beim Neufelder Triathlon (750 m Schwimmen, 20 km Radfahren und 5 km Laufen) konnte sich Lukas Pertl am 13. Juni 2015 am Neufelder See zum zweiten Mal den Titel holen. Beim „Piberstein Triathlon“ in Maria Lankowitz konnten sich im Juni 2019 die beiden damals 19-Jährigen, Therese Feuersinger und Philip Pertl, ihre erste Staatsmeistermedaille sichern.

Bei den Staatsmeisterschaften über die Sprintdistanz ist das Windschattenfahren erlaubt.
| Datum/Jahr    | Ort                                | Männer Triathlon Sprintdistanz | Männer Triathlon Sprintdistanz | Männer Triathlon Sprintdistanz | Frauen Triathlon Sprintdistanz | Frauen Triathlon Sprintdistanz | Frauen Triathlon Sprintdistanz |
| Datum/Jahr    | Ort                                | Staatsmeister                  | Zweiter Platz                  | Dritter Platz                  | Staatsmeister                  | Zweiter Platz                  | Dritter Platz                  |
| ------------- | ---------------------------------- | ------------------------------ | ------------------------------ | ------------------------------ | ------------------------------ | ------------------------------ | ------------------------------ |
| 31. Mai 2025  | Triathlon Kirchbichl               |                                |                                |                                |                                |                                |                                |
| 18. Aug. 2024 | Kraigerseetriathlon (K)            | Jan Bader -2-                  | Peter Luftensteiner            | Niklas Keller                  | Therese Feuersinger -4-        | Tabea Huys                     | Alice Riebler                  |
| 8. Juli 2023  | Wallsee (NÖ)                       | Jan Bader                      | Peter Luftensteiner            | David Vollmann                 | Tabea Huys                     | Alice Riebler                  | Carina Reicht                  |
| 11. Juni 2022 | Wels (OÖ)                          | Lukas Hollaus -2-              | Jan Bader                      | Alexander Bründl               | Therese Feuersinger -3-        | Carina Reicht                  | Katharina Loidl                |
| 15. Aug. 2021 | Ausee Triathlon, Blindenmarkt (NÖ) | Philip Pertl -2-               | Lukas Pertl                    | Tjebbe Kaindl                  | Pia Totschnig                  | Tanja Stroschneider            | Magdalena Früh                 |
| 25. Juli 2020 | Mostiman Triathlon (NÖ)            | Alois Knabl                    | Lukas Hollaus                  | Leon Pauger                    | Therese Feuersinger -2-        | Lisa Perterer                  | Julia Hauser                   |
| 19. Mai 2019  | Klosterneuburger Triathlon (NÖ)    | Tjebbe Kaindl                  | Leon Pauger                    | Lukas Gstaltner                | Magdalena Früh -2-             | Pia Totschnig                  | Lena Baumgartner               |
| 3. Juni 2018  | Tulln Triathlon (NÖ)               | Lukas Gstaltner                | Philip Pertl                   | Tjebbe Kaindl                  | Magdalena Früh                 | Beatrice Weiß                  | Lena Baumgartner               |
| 3. Juni 2017  | Piberstein Triathlon (ST)          | Philip Pertl                   | Lukas Gstaltner                | Martin Demuth                  | Therese Feuersinger            | Simone Fürnkranz               | Romana Slavinec                |
| 11. Juni 2016 | Neufelder Triathlon (B)            | Lukas Hollaus                  | Lukas Gstaltner                | Lukas Pertl                    | Romana Slavinec -2-            | Lisa Hütthaler                 | Therese Feuersinger            |
| 13. Juni 2015 | Neufelder Triathlon                | Lukas Pertl -2-                | Christian Grillitsch           | Philip Horwarth                | Simone Fürnkranz               | Therese Feuersinger            | Romana Slavinec                |
| 7. Juni 2014  | Neufelder Triathlon                | Lukas Pertl                    |                                |                                | Lisa Hütthaler                 |                                |                                |
| 26. Mai 2013  | Pörtschach                         | Paul Reitmayr                  |                                |                                | Lydia Waldmüller               |                                |                                |
| 3. Juni 2012  | Pörtschach                         | Christoph Lorber               |                                |                                | Lydia Bencic                   |                                |                                |
| 6. Juni 2009  | Wien                               |                                |                                |                                | Lisa Perterer -2-              |                                |                                |
| 2008          | Wien                               |                                |                                |                                | Romana Slavinec                | Mathea Holaus                  |                                |
| 20. Aug. 2006 | Neufelder Triathlon                |                                |                                |                                | Lisa Perterer                  |                                |                                |
| 1993          |                                    |                                |                                |                                | Jasmine Hämmerle               |                                |                                |

##### U23
| Datum/Jahr    | Ort                 | Männer U23 Triathlon Sprintdistanz | Männer U23 Triathlon Sprintdistanz | Männer U23 Triathlon Sprintdistanz | Frauen U23 Triathlon Sprintdistanz | Frauen U23 Triathlon Sprintdistanz | Frauen U23 Triathlon Sprintdistanz |
| Datum/Jahr    | Ort                 | Staatsmeister                      | Zweiter Platz                      | Dritter Platz                      | Staatsmeister                      | Zweiter Platz                      | Dritter Platz                      |
| ------------- | ------------------- | ---------------------------------- | ---------------------------------- | ---------------------------------- | ---------------------------------- | ---------------------------------- | ---------------------------------- |
| 3. Juni 2018  | Tulln Triathlon     | Oskar Frühwirth                    | Daniel Kotnik                      | Michi Kietaibl                     | Beatrice Weiß                      | Anna Swoboda                       | Anna Moitzi                        |
| 11. Juni 2016 | Neufelder Triathlon | Lukas Pertl -2-                    | Alexander Bründl                   | Marcel Pachteu-Petz                | Anna Mitzi                         | Carolina Sandhofer                 | Helena Gampe                       |
| 13. Juni 2015 | Neufelder Triathlon | Lukas Pertl                        | Christian Grillitsch               | Julian Höllmüller                  | Laura Karnouschek                  | Nathalie Birli                     | Alena Schuss                       |
| 3. Juni 2012  | Pörtschach          | Andreas Kopeinig                   |                                    |                                    | Tanja Stroschneider                |                                    |                                    |

##### Junioren
| Datum/Jahr    | Ort                   | Männer Triathlon Sprintdistanz Junioren | Männer Triathlon Sprintdistanz Junioren | Männer Triathlon Sprintdistanz Junioren | Frauen Triathlon Sprintdistanz Junioren | Frauen Triathlon Sprintdistanz Junioren | Frauen Triathlon Sprintdistanz Junioren |
| Datum/Jahr    | Ort                   | Staatsmeister                           | Zweiter Platz                           | Dritter Platz                           | Staatsmeisterin                         | Zweiter Platz                           | Dritter Platz                           |
| ------------- | --------------------- | --------------------------------------- | --------------------------------------- | --------------------------------------- | --------------------------------------- | --------------------------------------- | --------------------------------------- |
| 15. Aug. 2021 | Blindenmarkt          | David Vollmann                          | Niklas Keller                           | Klemens Oberleithner                    | Hannah Koglbauer                        | Sarah Hämmerle                          | Larissa Burtscher                       |
| 25. Juli 2020 | Wallsee               | Jan Bader                               | Niklas Keller                           | Jakob Meier                             | Larissa Burtscher                       | Sarah Hämmerle                          | Leonie Hauser                           |
| 3. Juni 2018  | Tulln Triathlon (NÖ)  | Tjebbe Kaindl                           | Peter Luftensteiner                     | Rene Hilber                             | Magdalena Früh                          | Pia Totschnig                           | Viktoria Scherz                         |
| 3. Juni 2017  | Maria Lankowitz       | Philip Pertl                            | Lukas Gstaltner                         | Tjebbe Kaindl                           | Therese Feuersinger -3-                 | Pia Hehenwarter                         | Marilena Swidrak                        |
| 11. Juni 2016 | Neufelder Triathlon   | Lukas Gstaltner                         | Lukas Paul Kollegger                    | Philip Pertl                            | Therese Feuersinger -2-                 | Pia Hehenwarter                         | Hannah Hanusch                          |
| 13. Juni 2015 | Neufelder Triathlon   | Philip Horwarth                         | Philip Pertl                            | Benjamin Lienhart                       | Therese Feuersinger                     | Hannah Hanusch                          | Mona Ritter                             |
| 6. Juni 2014  | Neufelder Triathlon   | Lukas Pertl -3-                         | Sebastian Hanusch                       | Martin Demuth                           | Laura Karnouschek                       | Lisa Totschnig                          | Vivien Ploner                           |
| 26. Mai 2013  | Pörtschach            | Lukas Pertl -2-                         | Florian Klingler                        | Martin Demuth                           | Julia Hauser                            | Laura Karnouschek                       | Alina Hambrusch                         |
| 3. Juni 2012  | Pörtschach            | Lukas Pertl                             |                                         |                                         | Lisa Totschnig                          |                                         |                                         |
| 16. Juni 2007 | Vienna City Triathlon | Manuel Wutscher                         | Gernot Hafenscher                       | Christopher Larcher                     | Mathea Holaus                           | Martina Kraiser                         | Angelika Perfler                        |
| 2002          | Mieming               | Andreas Giglmayr                        |                                         |                                         |                                         |                                         |                                         |

###### Europa-Nationenranking Junioren
Für das jährliche Nationenranking der Junioren werden von der European Triathlon Union (ETU) die jeweils drei besten Nachwuchstriathleten (m/w) mit deren besten drei Ergebnissen berücksichtigt, wenn diese unter den 20 besten Athleten sind.

In der Saison 2017 konnte Österreich (Therese Feuersinger, Magdalena Früh, Lukas Gstaltner, Leon Pauger, Philip Pertl und Pia Totschnig) mit insgesamt acht Podiumsplätzen in zehn Rennen von April bis Oktober diese Wertung vor Ungarn und Frankreich für sich entscheiden.

##### Jugend
500 m Schwimmen, 12 km Radfahren und 3300 m Laufen
| Datum/Jahr    | Ort                  | Männer Triathlon Sprintdistanz Jugend | Männer Triathlon Sprintdistanz Jugend | Männer Triathlon Sprintdistanz Jugend | Frauen Triathlon Sprintdistanz Jugend | Frauen Triathlon Sprintdistanz Jugend | Frauen Triathlon Sprintdistanz Jugend |
| Datum/Jahr    | Ort                  | Staatsmeister                         | Zweiter Platz                         | Dritter Platz                         | Staatsmeister                         | Zweiter Platz                         | Dritter Platz                         |
| ------------- | -------------------- | ------------------------------------- | ------------------------------------- | ------------------------------------- | ------------------------------------- | ------------------------------------- | ------------------------------------- |
| 12. Sep. 2020 | Traun                | Thomas Windischbauer                  | David Vollmann                        | Jakob Meier                           | Larissa Burtscher                     | Hannah Koglbauer                      | Nicole Bauer                          |
| 3. Juni 2018  | Tulln Triathlon (NÖ) | Niklas Varga                          | Maximilian Maglock                    | –                                     | –                                     | –                                     | –                                     |

#### Kurzdistanz

##### Elite
Die Triathlon-Kurzdistanz (auch „olympische Distanz“) geht über die Distanzen 1,5 km Schwimmen, 40 km Radfahren und 10 km Laufen.
Seit 1988 werden hier Staatsmeisterschaften ausgetragen und 1998 wurde beim „Kirchbichl-Triathlon“ erstmals ein Rennen mit Windschattenfreigabe ausgetragen.
Die Vorarlbergerin Jasmine Hämmerle konnte sich zwischen 1992 und 2000 achtmal den Staatsmeistertitel sichern. Bei den Männern kann der Tiroler Wolfgang Kattnig auf sechs Titel zwischen 1988 und 1993 zurückblicken. Lukas Hollaus und Norbert Domnik können fünf und Franz Höfer vier Staatsmeistertitel vorweisen. Auch Lisa Hütthaler konnte sich den Titel bereits viermal sichern.
| Datum/Jahr    | Ort                          | Männer Triathlon Kurzdistanz | Männer Triathlon Kurzdistanz | Männer Triathlon Kurzdistanz | Frauen Triathlon Kurzdistanz | Frauen Triathlon Kurzdistanz | Frauen Triathlon Kurzdistanz |
| Datum/Jahr    | Ort                          | Staatsmeister                | Zweiter Platz                | Dritter Platz                | Staatsmeister                | Zweiter Platz                | Dritter Platz                |
| ------------- | ---------------------------- | ---------------------------- | ---------------------------- | ---------------------------- | ---------------------------- | ---------------------------- | ---------------------------- |
| 17. Aug. 2025 | Thiersee Triathlon, Thiersee | Tjebbe Kaindl                | Lukas Pertl                  | Rafael Lukatsch              | Tabea Huys -2-               | Yasmin Rieger                |                              |
| 13. Juli 2024 | Mostiman Triathlon, Wallsee  | Lukas Pertl                  | Leon Pauger                  | Sebastian Aschenbrenner      | Tabea Huys                   | Tanja Stroschneider          | Susanne Silberbauer          |
| 3. Juni 2023  | Zell am See                  | Lukas Hollaus -5-            | Jan Bader                    | Peter Luftensteiner          | Magdalena Früh               | Susanne Silberbauer          | Anja Weilguni                |
| 17. Juli 2022 | Trumer Triathlon Obertrum    | Lukas Hollaus -4-            | Alois Knabl                  | Moritz Meier                 | Therese Feuersinger          | Simone Kumhofer              | Jacqueline Kallina           |
| 24. Juli 2021 | Mostiman Triathlon           | Paul Ruttmann                | Daniel Niederreiter          | Oliver Janny                 | Simone Kumhofer              | Lemula Wutz                  | Yasmin Rieger                |
| 15. Aug. 2020 | Thiersee                     | Lukas Hollaus -3-            | Leon Pauger                  | Tjebbe Kaindl                | Lisa Perterer                | Therese Feuersinger          | Romana Slavinec              |
| 28. Juli 2019 | Trumer Triathlon             | Lukas Hollaus -2-            | Lukas Pertl                  | Thomas Springer              | Lisa Hütthaler -4-           | Pia Hehenwarter              | Simone Kumhofer              |
| 14. Juli 2018 | Mostiman Triathlon           | Nikolaus Wihlidal -3-        | Lukas-Paul Kollegger         | Marcel Pachteu               | Beatrice Weiß                | Simone Fürnkranz             | Victoria Schenk              |
| 16. Juli 2017 | Mostiman Triathlon           | Nikolaus Wihlidal -2-        | Stefan Hehenwarter           |                              | Simone Fürnkranz             | Sylvia Gehnböck              |                              |
| 28. Juni 2015 | Kitzbühel-Triathlon          | Alois Knabl                  | Nikolaus Wihlidal            | Dominik Berger               | Theresa Moser                | Simone Fürnkranz             | Romana Slavinec              |
| 19. Juli 2014 | Trumer Triathlon             | Nikolaus Wihlidal            | Daniel Niederreiter          | Christoph Lorber             | Romana Slavinec              | Sylvia Gehnböck              | Daniela Kratz                |
| 20. Juli 2013 | Obertrum                     | Andreas Giglmayr -2-         | Lukas Hollaus                | Nikolaus Wihlidal            | Lisa Hütthaler -3-           | Lydia Waldmüller             | Romana Slavinec              |
| 16. Juni 2012 | Vienna City Triathlon        | Franz Höfer -4-              | Nikolaus Wihlidal            | Andreas Kopeinig             | Lisa Hütthaler -2-           | Lydia Bencic                 | Romana Slavinec              |
| 11. Juni 2011 | Wien                         | Lukas Hollaus                | Franz Höfer                  | Paul Reitmayr                | Eva Wutti                    | Irina Kirchler               | Romana Slavinec              |
| 12. Juni 2010 | Wien                         | Franz Höfer -3-              | Paul Reitmayr                | Christian Fridrik            | Lydia Waldmüller             | Irina Kirchler               | Romana Slavinec              |
| 6. Juni 2009  | Wien                         | Franz Höfer -2-              | Dominik Berger               | Manuel Wutscher              | Irina Kirchler               | Veronika Hauke               | Christine Grammer            |
| 13. Sep. 2008 | Wien                         | Andreas Giglmayr             | Paul Reitmayr                | Manuel Wutscher              | Tania Haiböck -3-            | Lydia Waldmüller             | Veronika Hauke               |
| 16. Juni 2007 | Wien                         | Paul Reitmayr                | Christian Nairz              | Stefan Podany                | Lisa Hütthaler               | Carina Prinz                 | Irina Kirchler               |
| 20. Aug. 2006 | Neufelder Triathlon          | Stefan Perg -2-              | Norbert Domnik               | Bernhard Hiebl               | Carina Prinz                 | Lisa Hütthaler               | Irina Kirchler               |
| 13. Juni 2005 | Mieming                      | Franz Höfer                  |                              |                              | Eva Bramböck -2-             |                              |                              |
| 2004          | Wien                         | Peter Schoissengeier         |                              |                              | Tania Haiböck -2-            |                              |                              |
| 2003          | Wien                         | Stefan Perg                  |                              |                              | Kate Allen                   |                              |                              |
| 2002          | Mieming                      | Norbert Domnik -5-           |                              |                              | Tania Haiböck                |                              |                              |
| 2001          | Klagenfurt                   | Norbert Domnik -4-           |                              |                              | Eva Bramböck                 |                              |                              |
| 27. Aug. 2000 | Blindenmarkt                 | Johannes Enzenhofer          |                              |                              | Jasmine Hämmerle -8-         |                              |                              |
| 1999          | Kirchbichl-Triathlon         | Bernhard Hiebl               | Albuin Schwarz               |                              | Jasmine Hämmerle -7-         |                              |                              |
| 1998          | Kirchbichl                   | Norbert Domnik -3-           |                              |                              | Jasmine Hämmerle -6-         |                              |                              |
| 1997          | Thiersee (See)               | Markus Schnitzer             |                              |                              | Jasmine Hämmerle -5-         |                              |                              |
| 1996          | Mariahof                     |                              |                              |                              | Jasmine Hämmerle -4-         |                              |                              |
| 1995          | Völkermarkt                  | Norbert Domnik -2-           |                              |                              | Jasmine Hämmerle -3-         |                              |                              |
| 1994          | Kirchbichl                   | Norbert Domnik               |                              |                              | Jasmine Hämmerle -2-         |                              |                              |
| 1993          | Waidring                     | Wolfgang Kattnig -6-         |                              |                              | Monika Feuersinger -2-       |                              |                              |
| 1992          | Zell am See                  | Wolfgang Kattnig -5-         |                              |                              | Jasmine Hämmerle             |                              |                              |
| 1991          | Wels                         | Wolfgang Kattnig -4-         |                              |                              | Monika Feuersinger           |                              |                              |
| 1990          | Innsbruck-Rossau             | Wolfgang Kattnig -3-         |                              |                              | Sabine Stelzmüller -2-       |                              |                              |
| 1989          | Linz                         | Wolfgang Kattnig -2-         |                              |                              | Sabine Stelzmüller           |                              |                              |
| 26. Juni 1988 | Mariazell                    | Wolfgang Kattnig             |                              |                              | Astrid Flieder               |                              |                              |

##### U23
| Datum/Jahr    | Austragungsort            | U23-Staatsmeisterin Triathlon | U23-Staatsmeister Triathlon |
| ------------- | ------------------------- | ----------------------------- | --------------------------- |
| 15. Aug. 2020 | Thiersee                  |                               | Leon Pauger (V)             |
| 2014          |                           |                               | Martin Bader (V)            |
| 28. Juni 2015 | Kitzbühel-Triathlon (T)   |                               |                             |
| 2012          | Wien                      | Romana Slavinec (STMK)        | Andreas Kopeinig (K)        |
| 2010          | Vienna City Triathlon (W) |                               |                             |
| 2009          | Vienna City Triathlon     | Mathea Holaus                 |                             |
| 2007          | Vienna City Triathlon     | Carina Prinz                  |                             |

##### Junioren
| Datum/Jahr | Austragungsort | Staatsmeisterin Triathlon (Junioren) | Staatsmeister Triathlon (Junioren) |
| ---------- | -------------- | ------------------------------------ | ---------------------------------- |
| 2012       | Wien           | Theresa Moser (T)                    | Peter Németh (OÖ)                  |
| 2002       | Mieming (T)    |                                      | Andreas Giglmayr (S)               |
| 1996       | Mariahof       |                                      | Gerald Horvath                     |

#### Halb-/Mitteldistanz

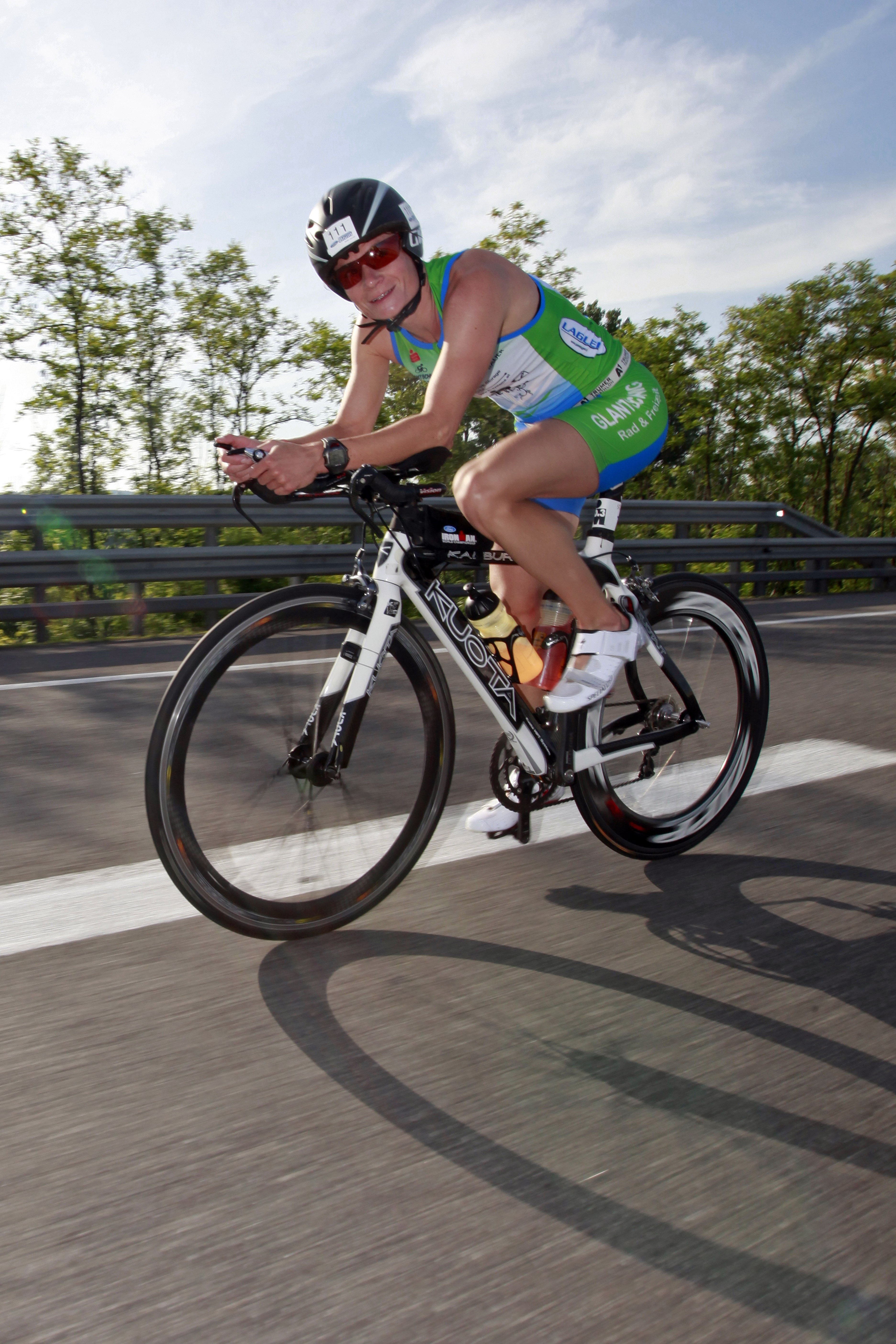
Simone Fürnkranz – Triathlon-Staatsmeisterin auf der Mitteldistanz (2011, 2015, 2016, 2017), Sprintdistanz (2015) und Kurzdistanz (2015)

Beim Triathlon entspricht die Halbdistanz (= Ironman 70.3) etwa der doppelten „olympischen Distanz“ oder der halben Ironman-Distanz: 1,9 km Schwimmen, 90 km Radfahren und 21,1 km Laufen.
Von 1996 bis einschließlich 2005 wurden keine Staatsmeisterschaften auf der Mitteldistanz ausgetragen.
Simone Fürnkranz konnte sich bislang vier Mal und Daniel Niederreiter dreimal den Titel auf der Mitteldistanz sichern.
2019 wurden die Staatsmeister am 25. August im Rahmen des Trans Vorarlberg Triathlon ermittelt. Die für den 19. Juli 2020 geplante Austragung der Staatsmeisterschaften beim Trumer Triathlon musste im Rahmen der Ausbreitung der Covid-19-Pandemie abgesagt werden. Die Staatsmeisterschaften auf der Triathlon-Halbdistanz wurden am 16. Juli 2021 im Rahmen des Trumer Triathlon ausgetragen.
Im Mai 2024 wurde die Triathlon-Staatsmeisterschaft über die Mitteldistanz im Rahmen der Challenge St. Pölten ausgetragen. Die Titel gingen an Anna Pabinger und bei den Männern zum dritten Mal an Michael Weiss.
2025 gewann bei den Herren erstmalig Rafael Lukatsch, bei den Damen konnte Pabinger ihren Titel in Obertrum erfolgreich verteidigen.
| Datum/Jahr    | Ort                                          | Männer Triathlon Mitteldistanz | Männer Triathlon Mitteldistanz | Männer Triathlon Mitteldistanz | Frauen Triathlon Mitteldistanz | Frauen Triathlon Mitteldistanz | Frauen Triathlon Mitteldistanz |
| Datum/Jahr    | Ort                                          | Staatsmeister                  | Zweiter Platz                  | Dritter Platz                  | Staatsmeisterin                | Zweiter Platz                  | Dritter Platz                  |
| ------------- | -------------------------------------------- | ------------------------------ | ------------------------------ | ------------------------------ | ------------------------------ | ------------------------------ | ------------------------------ |
| 20. Juli 2025 | Trumer Triathlon, Obertrum am See            | Rafael Lukatsch                | Philip Pertl                   | Sebastian Aschenbrenner        | Anna Pabinger -2-              | Hannah Rössler                 | Gabriele Obmann                |
| 26. Mai 2024  | Challenge St. Pölten, St. Pölten             | Michael Weiss -3-              | Philip Pertl                   | Georg Enzenberger              | Anna Pabinger                  | Gabriele Obmann                | Jacqueline Kallina             |
| 28. Mai 2023  | Apfelland-Triathlon, Stubenberg              | Michael Weiss -2-              | Maximilian Hammerle            | Georg Enzenberger              | Gabriele Obmann                | Susanne Aumair                 | Jacqueline Kallina             |
| 28. Aug. 2022 | Ironman 70.3 Zell am See-Kaprun, Zell am See | Lukas Hollaus                  | Christian Birngruber           | Rafael Lukatsch                | Lisa-Maria Dornauer            | Simone Kumhofer                | Katharina Loidl                |
| 16. Juli 2021 | Trumer Triathlon, Obertrum am See            | Georg Enzenberger              | Sebastian Aschenbrenner        | Thomas Angerer                 | Simone Kumhofer -2-            | Gabriele Obmann                | Lemuela Wutz                   |
| 25. Aug. 2019 | Trans Vorarlberg Triathlon, Bregenz/Lech     | Thomas Steger -2-              | Martin Bader                   | Christoph Anton Schatzmann     | Sylvia Gehnböck                | Bianca Steurer                 | Simone Kumhofer                |
| 22. Juli 2018 | Trumer Triathlon                             | Andreas Giglmayr               | Andreas Silberbauer            | Sebastian Hanusch              | Beatrice Weiß                  | Michaela Herlbauer             | Romana Slavinec                |
| 27. Mai 2017  | Linz-Triathlon, Linz                         | Stefan Hehenwarter             | Andreas Silberbauer            | Sebastian Czerny               | Simone Fürnkranz -4-           | Anna Przybilla                 | Kamila Polak                   |
| 30. Juli 2016 | Waldviertler Eisenmann, Litschau             | Christian Birngruber           | Stefan Hehenwarter             | Alexander Frühwirth            | Simone Kumhofer                | Elisabeth Gruber               | Simone Fürnkranz               |
| 19. Juli 2015 | Trumer Triathlon                             | Thomas Steger                  | Paul Ruttmann                  | Dominik Berger                 | Simone Fürnkranz -3-           | Kamila Polak                   | Michaela Rudolf                |
| 31. Aug. 2014 | Challenge Walchsee-Kaiserwinkl, Walchsee     | Michael Weiss                  | Thomas Steger                  | Christoph Lorber               | Michaela Herlbauer             | Simone Fürnkranz               | Katrin Lang                    |
| 10. Aug. 2013 | Waldviertler Eisenmann                       | Daniel Niederreiter -3-        | Christian Birngruber           | Georg Swoboda                  | Simone Fürnkranz -2-           | Michaela Rudolf                | Nathalie Alexander             |
| 2. Sep. 2012  | Challenge Walchsee-Kaiserwinkl               | Daniel Niederreiter -2-        |                                |                                | Eva Wutti -2-                  |                                |                                |
| 17. Juli 2011 | Trumer Triathlon                             | Franz Höfer                    | Philipp Podsiedlik             | Albuin Schwarz                 | Simone Fürnkranz               | Bettina Zelenka                | Elisabeth Gruber               |
| 5. Sep. 2010  | Tri Motion, Saalfelden                       | Max Renko                      | Dominik Berger                 |                                | Eva Wutti                      | Michaela Rudolf                | Maria Weißenbacher             |
| 9. Mai 2009   | Austrian 1/2 Iron Triathlon, Graz            | Frederic Kohl -2-              |                                |                                | Bettina Zelenka                | Ute Streiter                   |                                |
| 2008          | Waldviertler Eisenmann                       | Frederic Kohl                  |                                |                                | Veronika Hauke -2-             |                                |                                |
| 2007          | Waldviertler Eisenmann                       | Daniel Niederreiter            |                                |                                | Monika Feuersinger -2-         |                                |                                |
| 10. Juni 2006 | Waldviertler Eisenmann                       | Gernot Seidl                   | Frederic Kohl                  | Alexander Frühwirt             | Veronika Hauke                 | Monika Stadlmann               | Christine Grammer              |
| 1995          | Ottensheim                                   | Norbert Domnik -2-             |                                |                                | Monika Feuersinger             |                                |                                |
| 1994          | Ottensheim                                   | Norbert Domnik                 |                                |                                | Silvia Nußbaumer               |                                |                                |

##### U23
| Datum/Jahr  | Austragungsort                         | Staatsmeister U23 Triathlon (Halbdistanz) | Staatsmeisterin U23 Triathlon (Halbdistanz) |
| ----------- | -------------------------------------- | ----------------------------------------- | ------------------------------------------- |
| 9. Mai 2009 | Austrian 1/2 Iron Triathlon, Graz (ST) | Christian Wohlmutter (W)                  |                                             |

#### Langdistanz
Bisher wurde die Staatsmeisterschaft auf der Langdistanz an drei wechselnden Orten ausgetragen:
- Austria-Triathlon in Podersdorf (Burgenland)
- Trans Vorarlberg Triathlon in Bregenz (Vorarlberg)
- Ironman Austria in Klagenfurt (Kärnten)

1992 musste der Austria-Triathlon witterungsbedingt als Duathlon ausgetragen werden. 2016 wurde die Staatsmeisterschaft auf der Langdistanz nach zuletzt 2007 wieder in Klagenfurt im Rahmen eines Ironman-Rennen ausgetragen.
| Datum/Jahr     | Ort                                     | Männer Triathlon Langdistanz | Männer Triathlon Langdistanz | Männer Triathlon Langdistanz | Frauen Triathlon Langdistanz | Frauen Triathlon Langdistanz | Frauen Triathlon Langdistanz |
| Datum/Jahr     | Ort                                     | Staatsmeister                | Zweiter Platz                | Dritter Platz                | Staatsmeisterin              | Zweiter Platz                | Dritter Platz                |
| -------------- | --------------------------------------- | ---------------------------- | ---------------------------- | ---------------------------- | ---------------------------- | ---------------------------- | ---------------------------- |
| 15. Juni 2025  | Ironman Austria, Klagenfurt (K)         | Michael Weiss -4-            | Georg Enzenberger            |                              | Chiara Marita Szolderits     | Hannah Rössler               | Gudrun Steiner               |
| 31. Aug. 2024  | Austria-Triathlon, Podersdorf (B)       | Georg Enzenberger -2-        | Mathias Schenk               | Dominik Weigl                | Eva Berger                   | Sabrina Exenberger           | Tatjana Fiedler              |
| 26. Juni 2023  | Ironman Austria, Klagenfurt (K)         | Georg Enzenberger            | Maximilian Hammerle          | Matthias Hohlrieder          | Gabriele Obmann -3-          | Lisa-Maria Hornauer          | Jacqueline Kallina           |
| 3. Sep. 2022   | Austria-Triathlon                       | Paul Ruttmann -3-            | Christoph Ladits             | Andreas Fuchs                | Gabriele Obmann -2-          | Sabrina Exenberger           | Nicole Pirngruber            |
| 19. Sep. 2021  | Ironman Austria                         | Michael Weiss -3-            | Maximilian Hammerle          | Christian Nindl              | Gabriele Obmann              | Eva Berger                   | Constance Mochar             |
| 5. Sep. 2020   | Austria-Triathlon                       | Michael Weiss -2-            | Maximilian Hammerle          | Georg Enzenberger            | Jacqueline Kallina           | Gabriele Obmann              | Constance Mochar             |
| 7. Juli 2019   | Ironman Austria                         | Paul Ruttmann -2-            | Andreas Giglmayr             | Paul Reitmayr                | Bianca Steurer               | Gabriele Obmann              | Jacqueline Kallina           |
| 1. Sep. 2018   | Austria-Triathlon                       | Paul Ruttmann                | Andreas Fuchs                | Robert Pingitzer             | Simone Kumhofer              | Cornelia Krapfenbauer        | Miriam Aigner                |
| 2. Sep. 2017   | Austria-Triathlon                       | Andreas Fuchs -4-            | Georg Swoboda                | Robert Pingitzer             | Kamila Polak -2-             | Beatrix Dvorak               | Sandra Steinwender           |
| 26. Juni 2016  | Ironman Austria                         | Michael Weiss                | Paul Reitmayr                | Johann Kaltenegger           | Michaela Herlbauer           | Elisabeth Gruber             | Michaela Rudolf              |
| 5. Sep. 2015   | Austria-Triathlon                       | Georg Swoboda -3-            | Andreas Fuchs                | Paul Ruttmann                | Kamila Polak                 | Michaela Rudolf              | Michaela Wolf                |
| 6. Sep. 2014   | Austria-Triathlon                       | Georg Swoboda -3-            | Mario Fink                   | Andreas Fuchs                | Michaela Rudolf -3-          | Doris Di-Giorgio             | Manuela Etzelsdorfer         |
| 24. Aug. 2013  | Austria-Triathlon                       | Georg Swoboda -2-            | Andreas Fuchs                | Mario Fink                   | Michaela Rudolf -2-          | Simone Helfenschneider-Ofner | Elisabeth Reiter             |
| 25. Aug. 2012  | Austria-Triathlon                       | Georg Swoboda                | Nikolaus Wihlidal            | Alexander Frühwirth          | Michaela Rudolf              | Ute Streiter                 | Dominique Angerer            |
| 27. Aug. 2011  | Austria-Triathlon                       | Andreas Fuchs -3-            | Alexander Frühwirth          | Marinko Barac                | Monika Stadlmann             | Doris Di-Giorgio             | Petra Kleindienst            |
| 28. Aug. 2010  | Austria-Triathlon                       | Andreas Fuchs -2-            | Robert Lang                  | Stefan Weitgasser            | Constance Mochar             | Bettina Zelenka              | Barbara Pliessnig            |
| 29. Aug. 2009  | Austria-Triathlon                       | Andreas Fuchs                | Rainer Fuhrmann              | Alexander Frühwirth          | Bettina Zelenka              | Constance Mochar             | Petra Kleindienst            |
| 30. Aug. 2008  | Austria-Triathlon                       | Alexander Frühwirth -4-      | Rainer Fuhrmann              | Horst Langmaier              | Margit Messinger-Walek       | Constance Mochar             | Ute Streiter                 |
| 8. Juli 2007   | Ironman Austria                         | Norbert Langbrandtner -3-    |                              |                              | Veronika Hauke               |                              |                              |
| 26. Aug. 2006  | Austria-Triathlon                       | Alexander Frühwirth -3-      | Stefan Rief                  | Gernot Greylinger            | Monika Feuersinger           | Monika Stadlmann             | Sabine Matl                  |
| 5. Juli 2005   | Ironman Austria                         | Norbert Langbrandtner -2-    | Werner Leitner               |                              | Kate Allen -2-               | Veronika Hauke               |                              |
| 4. Juli 2004   | Ironman Austria                         | Werner Leitner               |                              |                              | Monika Stadlmann -2-         |                              |                              |
| 6. Juli 2003   | Ironman Austria                         | Alexander Frühwirth -2-      |                              |                              | Kate Allen                   |                              |                              |
| 7. Juli 2002   | Ironman Austria                         | Norbert Langbrandtner        |                              |                              | Isolde Langbrandtner         |                              |                              |
| 1. Juli 2000   | Ironman Austria                         | Alexander Frühwirth          |                              |                              | Monika Stadlmann             |                              |                              |
| 6. Sep. 1997   | Austria-Triathlon                       | Klaus Weinhandl              | Norbert Domnik               |                              | Margaretha Neuböck           | Tina Schwarz                 | Lore Fitz                    |
| 25. Aug. 1996  | Trans Vorarlberg Triathlon, Bregenz (V) | Seppi Neuhauser              |                              |                              | Jasmine Hämmerle             |                              |                              |
| 10. Sep. 1994  | Austria-Triathlon                       | Wolfgang Kattnig             |                              |                              | Brigitte Messner             |                              |                              |
| 11. Sep. 1993  | Austria-Triathlon                       | Gerhard Seidl                |                              |                              | Sabine Greipel               |                              |                              |
| 5. Sep. 1992 * | Austria-Triathlon                       |                              |                              |                              | Silvia Nußbaumer             |                              |                              |
| 14. Sep. 1991  | Austria-Triathlon                       | Johann Lindner               |                              |                              | Renate Zechner               |                              |                              |
| 23. Juni 1990  | Austria-Triathlon                       | Stefan Salletmayer           |                              |                              | Tanja Riedlsperger           |                              |                              |
| 10. Juni 1989  | Austria-Triathlon                       | Wolfgang Erhart              | Wolfgang Schattauer          | Stefan Salletmayer           | Gisela Kaltenhofer           |                              |                              |

### Wintertriathlon
Die Staatsmeisterschaft Wintertriathlon wurde erstmals am 24. Februar 2015 in Zeltweg in der Steiermark bei Flutlicht ausgetragen.
Die für das Wochenende 16. und 17. Jänner 2016 geplanten Staatsmeisterschaften in Faistenau mussten aufgrund ungünstiger Witterungsbedingungen abgesagt werden und auch eine geplante Verschiebung nach St. Anna musste im Februar abgesagt werden.
Im Jänner 2017 mussten die Staatsmeisterschaften in St. Anna wegen Schneemangels erneut abgesagt werden. Mit Villach konnte dann noch ein neuer Austragungsort gefunden werden und die Rennen fanden am 19. März 2017 statt. Die Steirerin Romana Slavinec konnte sich hier den Titel zum siebten Mal in Folge sichern.
Die für den Februar 2020 geplanten Staatsmeisterschaften in Zeltweg mussten aufgrund der warmen Wetterbedingungen abgesagt werden.

#### Elite
Die Rennen gehen über die Kurzdistanz über leicht wechselnde Distanzen und zuletzt 2019 in Villach über 7 km Crosslauf, 12 km Mountainbike und 10 km Skilanglauf. Die 28-jährige Steirerin Romana Slavinec konnte sich hier den Titel zum bereits neunten Mal sichern. Romana Slavinec gewann das Rennen auch im März 2021 – sie wurde aber im Dezember gesperrt und das Ergebnis aberkannt.
| Datum/Jahr    | Ort                     | Männer Wintertriathlon | Männer Wintertriathlon | Männer Wintertriathlon | Frauen Wintertriathlon | Frauen Wintertriathlon | Frauen Wintertriathlon |
| Datum/Jahr    | Ort                     | Staatsmeister          | Zweiter Platz          | Dritter Platz          | Staatsmeisterin        | Zweiter Platz          | Dritter Platz          |
| ------------- | ----------------------- | ---------------------- | ---------------------- | ---------------------- | ---------------------- | ---------------------- | ---------------------- |
| 18. Jan. 2025 | St. Jakob im Walde      | Sebastian Fuchs        | Markus Bretterklieber  | Lukas Gstaltner        | Carina Wasle -8-       | Ute Pirchan            | Lena-Maria Aichner     |
| 7. Jan. 2023  | St. Jakob im Walde      | Marcel Spandl          | Oliver Kreindl         | Rene Hilber            | Carina Wasle -7-       | Sonja Tajsich          | Katja Krenn            |
| 6. März 2021  | Kärnten Iceman, Villach | Robert Gehbauer -2-    | Andreas Silberbauer    | Adrian Igerz           | Carina Wasle -6-       | Lena-Maria Aichner     | Gabriele Obmann        |
| 7. März 2020  | Villach                 | Adrian Igerc           | Christoph Lorber       | Felix Waldhuber        | Carina Wasle -5-       | Romana Slavinec        | Martina Donner         |
| 2. März 2019  | Villach                 | Robert Gehbauer        | Christoph Lorber       | Christoph Schlagbauer  | Romana Slavinec -9-    | Lena-Maria Aichner     | Sabrina Exenberger     |
| 3. März 2018  | Villach                 | Silvio Wieltschnig -2- | Robert Gehbauer        | Oliver Kreindl         | Romana Slavinec -8-    | Martina Donner         | Anna Swoboda           |
| 9. März 2017  | Villach                 | Christoph Schlagbauer  | Silvio Wieltschnig     | Robert Stark           | Romana Slavinec -7-    | Martina Donner         | Marlies Penker         |
| 2016          | (abgesagt)              | (abgesagt)             | (abgesagt)             | (abgesagt)             | (abgesagt)             | (abgesagt)             | (abgesagt)             |
| 24. Feb. 2015 | Zeltweg                 | Gernot Grillmaier      | Herwig Reupichler      | Alexander Frühwirth    | Romana Slavinec -6-    | Maria Frei             | Nathalie Alexander     |
| 8. Feb. 2014  | Sankt Anna am Lavantegg | Silvio Wieltschnig     | Felix Waldhuber        | Herwig Reupichler      | Romana Slavinec -5-    | Marlies Penker         | Maria Frei             |
| 9. Feb. 2013  | Sankt Anna am Lavantegg | Felix Waldhuber        |                        |                        | Romana Slavinec -4-    |                        |                        |
| 29. Jan. 2012 | Zeltweg                 | Markus Rothberger -2-  |                        |                        | Romana Slavinec -3-    |                        |                        |
| 2011          | Zeltweg                 | Markus Rothberger      |                        |                        | Romana Slavinec -2-    |                        |                        |
| 2010          | Kaprun                  | Siegfried Bauer -5-    |                        |                        | Romana Slavinec        |                        |                        |
| 2009          | Zell am See             | Siegfried Bauer -4-    |                        |                        |                        |                        |                        |
| 2008          | Kaprun                  |                        |                        |                        | Carina Wasle -4-       |                        |                        |
| 2007          | Weißensee               | Siegfried Bauer -3-    | Heinz Planitzer        | Willi Vorderderfler    | Carina Wasle -3-       | Marlies Penker         | Klaudia Meisterhofer   |
| 2006          | Sirnitz/Hochrindl       | Siegfried Bauer -2-    |                        |                        | Carina Wasle -2-       |                        |                        |
| 2005          | Zell am See             | Heinz Planitzer -3-    |                        |                        | Maria Elisabeth Penker |                        |                        |
| 2004          | Turracher Höhe          | Siegfried Bauer        |                        |                        | Klaudia Meisterhofer   |                        |                        |
| 2003          | Eisenerz                | Heinz Planitzer -2-    |                        |                        | Carina Wasle           |                        |                        |
| 1988          |                         | Heinz Planitzer        |                        |                        | Roswitha Hölzl         |                        |                        |

#### U23
| Jahr          | Austragungsort | Staatsmeisterin Wintertriathlon U23 | Staatsmeister Wintertriathlon U23 |
| ------------- | -------------- | ----------------------------------- | --------------------------------- |
| 3. März 2018  | Villach (K)    | Anna Swoboda                        |                                   |
| 19. März 2017 | Villach (K)    | Sina Hinteregger                    |                                   |

#### Junioren
| Jahr          | Austragungsort                 | Staatsmeisterin Wintertriathlon Junioren | Staatsmeister Wintertriathlon Junioren |
| ------------- | ------------------------------ | ---------------------------------------- | -------------------------------------- |
| 19. März 2017 | Villach (K)                    | Anna Swoboda (NÖ)                        |                                        |
| 8. Feb. 2014  | Sankt Anna am Lavantegg (STMK) | Sina Hinteregger (STMK)                  | Michael Singer                         |
| 1999          |                                |                                          | Dominik Berger (V)                     |

### Crosstriathlon
Die Staatsmeisterschaft im Crosstriathlon wird über die Strecken 1 km Schwimmen, 27 km Mountainbike und 9,6 km Crosslauf ausgetragen. Die Staatsmeisterschaft wurde zuletzt am 8. Juni 2023 in Graz ausgetragen.
| Datum/Jahr    | Ort                                                                                      | Männer Crosstriathlon    | Männer Crosstriathlon | Männer Crosstriathlon | Frauen Crosstriathlon  | Frauen Crosstriathlon | Frauen Crosstriathlon |
| Datum/Jahr    | Ort                                                                                      | Staatsmeister            | Zweiter Platz         | Dritter Platz         | Staatsmeister          | Zweiter Platz         | Dritter Platz         |
| ------------- | ---------------------------------------------------------------------------------------- | ------------------------ | --------------------- | --------------------- | ---------------------- | --------------------- | --------------------- |
| 21. Juni 2025 | X-Triathlon, Innsbruck (T)                                                               |                          |                       |                       |                        |                       |                       |
| 2. Juni 2024  | X-Triathlon, Innsbruck (T)                                                               | Marcel Spandl -2-        | Dominik Wychera       | Noah Künz             | Carina Wasle -7-       | Katja Krenn           | Lena-Maria Aichner    |
| 8. Juni 2023  | Graz (STMK)                                                                              | Marcel Spandl            | Lukas Stumbauer       | Daniel Grabner        | Carina Wasle -6-       | Martina Donner        | Sophia Schlagenhaufen |
| 16. Juni 2022 | Graz (STMK)                                                                              | Andreas Silberbauer -2-  | Daniel Niederreiter   | Marcel Spandl         | Carina Wasle -5-       | Martina Donner        | Christina Herbst      |
| 2. Okt. 2021  | X-Triathlon, Innsbruck (T)                                                               | Moritz Meier             | Marcel Spandl         | Daniel Niederreiter   | Carina Wasle -4-       | Lena-Maria Aichner    | Gina Bin              |
| 16. Mai 2020  | Innsbruck                                                                                |                          |                       |                       |                        |                       |                       |
| 25. Mai 2019  | Innsbruck                                                                                | Andreas Silberbauer      | Florian Lienhart      | Rene Hilber           | Lena-Maria Aichner -2- | Susanne Aumair        | Martina Donner        |
| 26. Mai 2018  | Innsbruck                                                                                | Florian Lienhart -2-     | Andreas Silberbauer   | Fernando Zorrilla     | Lena-Maria Aichner     | Anna Swoboda          | Susanne Aumair        |
| 5. Aug. 2017  | X-Triathlon, Berndorf bei Salzburg                                                       | Florian Lienhart         | Daniel Niederreiter   | Christoph Schlagbauer | Elisabeth Gruber       | Daniela Kratz         | Jaqueline Meister     |
| 4. Juni 2016  | Wolfgangsee Challenge, Strobl                                                            | Norbert Dürauer          |                       |                       | Carina Wasle -3-       |                       |                       |
| 1. Aug. 2015  | Berndorf bei Salzburg                                                                    | Christian Birngruber -2- |                       |                       | Sandra Koblmüller -3-  |                       |                       |
| 2. Aug. 2014  | Berndorf bei Salzburg                                                                    | Michael Szymoniuk -3-    |                       |                       | Sandra Koblmüller -2-  |                       |                       |
| 22. Juni 2013 | CrossMan, Völkermarkt                                                                    | Michael Szymoniuk -2-    |                       |                       | Sandra Koblmüller      |                       |                       |
| 8. Sep. 2012  | Strobl                                                                                   | Max Renko                |                       |                       | Dominique Angerer      |                       |                       |
| 21. Aug. 2011 | Zambelli 3-Länder Crosstriathlon: Horní Planá (CZE), Wegscheid (GER), Kollerschlag (AUT) | Christian Birngruber     |                       |                       | Simone Steinecker      |                       |                       |
| 2010          | Thalheim bei Wels                                                                        | Gerald Will              |                       |                       | Martina Donner         |                       |                       |
| 26. Juli 2009 | Xterra Tirol, Achensee                                                                   | Michael Szymoniuk        |                       |                       | Carina Wasle -2-       |                       |                       |
| 2008          |                                                                                          | Albuin Schwarz           |                       |                       | Carina Wasle           |                       |                       |

| Datum/Jahr   | Austragungsort                     | Staatsmeisterin Crosstriathlon Junioren | Staatsmeister Crosstriathlon Junioren |
| ------------ | ---------------------------------- | --------------------------------------- | ------------------------------------- |
| 1. Aug. 2015 | X-Triathlon, Berndorf bei Salzburg |                                         |                                       |
| 2. Aug. 2014 | X-Triathlon, Berndorf bei Salzburg | Sina Hinteregger                        | Florian Klingler                      |

| Datum/Jahr   | Austragungsort                    | Staatsmeisterin Crosstriathlon Jugend | Staatsmeister Crosstriathlon Jugend |
| ------------ | --------------------------------- | ------------------------------------- | ----------------------------------- |
| 2. Aug. 2014 | X-Triathlon Berndorf bei Salzburg | Anne Struijk                          | Leon Pauger                         |

### Duathlon
Die Österreichischen Duathlon-Staatsmeisterschaften werden über die Sprint-, Kurz- und Langdistanz ausgetragen:
- Sprintdistanz: 5 km erster Lauf, 18 km Radfahren und 2,5 km zweiter Lauf (City Duathlon, Deutschlandsberg)
- Kurzdistanz: 10 km erster Lauf, 38 km Radfahren und 5 km zweiter Lauf (City Duathlon, Deutschlandsberg)
- Langdistanz: 15,6 km erster Lauf, 82,4 km Radfahren und 7,3 km zweiter Lauf (Powerman, Weyer)

Je nach Veranstaltungsort können die Streckenlängen auch leicht davon abweichen.
Die Staatsmeisterschaft Duathlon auf der Sprint- und Kurzdistanz wurde 2016 am 17. September im Rahmen des City Duathlon in Deutschlandsberg ausgetragen.

#### Sprintdistanz

##### Elite
| Datum         | Austragungsort                         | Staatsmeisterin Duathlon (Sprintdistanz) | Staatsmeister Duathlon (Sprintdistanz) |
| ------------- | -------------------------------------- | ---------------------------------------- | -------------------------------------- |
| 26. Apr. 2025 | Maissauer 2/4 Duathlon, Maissau        |                                          |                                        |
| 17. Apr. 2021 | Maissauer 2/4 Duathlon, Maissau        |                                          |                                        |
| 25. Apr. 2020 | Maissauer 2/4 Duathlon, Maissau        |                                          |                                        |
| 11. Sep. 2016 | City Duathlon, Deutschlandsberg (STMK) |                                          |                                        |
| 13. Sep. 2015 | Deutschlandsberg (STMK)                |                                          |                                        |
| 14. Sep. 2014 | Deutschlandsberg                       |                                          |                                        |
| 7. Mai 2011   | Bad Häring                             | Michael Kavalierek                       | Franziska Hagen                        |

##### U23
Die Distanzen gingen 2022 in Maissau über 5,2 km Laufen (4 Runden), 15,6 km Radfahren (1 Runde) und 2,6 km Laufen (2 Runden).
| Datum       | Austragungsort                       | Staatsmeisterin U23 Duathlon (Sprintdistanz) | Staatsmeister U23 Duathlon (Sprintdistanz) |
| ----------- | ------------------------------------ | -------------------------------------------- | ------------------------------------------ |
| 1. Mai 2022 | Maissauer 2/4 Duathlon, Maissau (NÖ) |                                              | Noah Künz                                  |

##### Junioren
| Datum/Jahr  | Ort        | Männer Duathlon Sprintdistanz | Männer Duathlon Sprintdistanz | Männer Duathlon Sprintdistanz | Frauen Duathlon Sprintdistanz | Frauen Duathlon Sprintdistanz | Frauen Duathlon Sprintdistanz |
| Datum/Jahr  | Ort        | Staatsmeister                 | Zweiter Platz                 | Dritter Platz                 | Staatsmeisterin               | Zweiter Platz                 | Dritter Platz                 |
| ----------- | ---------- | ----------------------------- | ----------------------------- | ----------------------------- | ----------------------------- | ----------------------------- | ----------------------------- |
| 7. Mai 2011 | Bad Häring |                               |                               |                               | Nathalie Birli                | Katharina Tschugg             | –                             |
| 2009        | Moosburg   | Jakob Mayer                   | Daniel Hochstraßer            | Daniel Matzner                | Romana Slavinec               | Janine Müller                 |                               |
| 6. Mai 2007 | Ternitz    |                               |                               |                               | Mathea Holaus                 | Martina Kraiser               |                               |
| 2001        | Wien       | Nikolaus Wihlidal             |                               |                               | Irina Kirchler                |                               |                               |

##### Jugend
| Datum/Jahr  | Ort        | Männer Duathlon Sprintdistanz Jugend | Männer Duathlon Sprintdistanz Jugend | Männer Duathlon Sprintdistanz Jugend | Frauen Duathlon Sprintdistanz Jugend | Frauen Duathlon Sprintdistanz Jugend | Frauen Duathlon Sprintdistanz Jugend |
| Datum/Jahr  | Ort        | Staatsmeister                        | Zweiter Platz                        | Dritter Platz                        | Staatsmeisterin                      | Zweiter Platz                        | Dritter Platz                        |
| ----------- | ---------- | ------------------------------------ | ------------------------------------ | ------------------------------------ | ------------------------------------ | ------------------------------------ | ------------------------------------ |
| 7. Mai 2011 | Bad Häring |                                      |                                      |                                      | Franziska Hagen                      | Lena Deiser                          | Eva-Maria Unger                      |

#### Kurzdistanz

##### Elite
Die Distanzen gingen 2022 in Maissau über 5,2 km Laufen (4 Runden), 15,6 km Radfahren (1 Runde) und 2,6 km Laufen (2 Runden).
| Datum/Jahr    | Ort                             | Männer Duathlon Kurzdistanz | Männer Duathlon Kurzdistanz | Männer Duathlon Kurzdistanz | Frauen Duathlon Kurzdistanz      | Frauen Duathlon Kurzdistanz | Frauen Duathlon Kurzdistanz |
| Datum/Jahr    | Ort                             | Staatsmeister               | Zweiter Platz               | Dritter Platz               | Staatsmeisterin                  | Zweiter Platz               | Dritter Platz               |
| ------------- | ------------------------------- | --------------------------- | --------------------------- | --------------------------- | -------------------------------- | --------------------------- | --------------------------- |
| 26. Apr. 2025 | Maissau                         |                             |                             |                             |                                  |                             |                             |
| 27. Apr. 2024 | Maissau                         | Sebastian Fuchs             | Jan Christian Schiebl       | Andreas Silberbauer         | Susanne Silberbauer              | Anja Weilguni               | Gudrun Steiner              |
| 1. Mai 2022   | Maissau                         | Lukas Hollaus               | Andreas Silberbauer         | Stephan Steininger          | Sandrina Illes -8-               | Susanne Aumair              | Simone Kumhofer             |
| 19. Sep. 2021 | Maissau                         | Christoph Pölzgutter        | Christian Tortorolo         | Martin Hren                 | Sandrina Illes -7-               | Natalię Zolkiewicz          | Silvia Wührer               |
| 6. Apr. 2019  | Rohrbach (NÖ)                   | Christian Tortorolo -2-     | Andreas Silberbauer         | Stefan Wrzaczek             | Sandrina Illes -6-               | Sigrid Herndler             | Romana Slavinec             |
| 14. Apr. 2018 | Rohrbach                        | Andreas Silberbauer         | Lukas Gstaltner             | Christian Tortorolo         | Sandrina Illes -5-               | Romana Slavinec             | Sigrid Herndler             |
| 17. Sep. 2017 | City Duathlon, Deutschlandsberg | Thomas Springer             | Christian Tortorolo         | Christoph Schlagbauer       | Sandrina Illes -4-               | Romana Slavinec             | Daniela Kratz               |
| 17. Sep. 2016 | Deutschlandsberg                | Thomas Rossmann -2-         | Christian Tortorolo         | Andreas Silberbauer         | Sandrina Illes -3-               | Romana Slavinec             | Simone Fürnkranz            |
| 13. Sep. 2015 | Deutschlandsberg                | Thomas Rossmann             |                             |                             | Sandrina Illes -2-               | Simone Fürnkranz            | Romana Slavinec             |
| 14. Sep. 2014 | Deutschlandsberg                | Karl Prungraber -4-         |                             |                             | Sandrina Illes                   |                             |                             |
| 20. Apr. 2013 | Mils                            | Stefan Wrzaczek             | Karl Prungraber             | Thomas Steger               | Romana Slavinec                  | Regina Helfenbein-Follmann  | Ute Streiter                |
| 16. Sep. 2012 | Deutschlandsberg                | Christian Tortorolo         |                             |                             | Simone Helfenschneider-Ofner -2- |                             |                             |
| 7. Mai 2011   | Bad Häring                      | Christoph Lorber -2-        | Jürgen Kropf                | Albuin Schwarz              | Simone Helfenschneider-Ofner     |                             |                             |
| 8. Mai 2010   | Bad Häring                      | Christoph Lorber            |                             |                             | Carina Wasle -2-                 | Romana Slavinec             |                             |
| 2009          | Ternitz                         | Karl Prungraber -3-         |                             |                             | Marlies Penker                   |                             |                             |
| 2008          | Telfs                           | Karl Prungraber -2-         |                             |                             | Carina Wasle                     | Mathea Holaus               |                             |
| 2007          | Ternitz                         | Karl Prungraber             |                             |                             | Lydia Waldmüller                 |                             |                             |
| 2006          | Ternitz                         | Bernhard Hiebl -3-          | Heinz Planitzer             | Karl Prungraber             | Tania Haiböck -2-                | Tina Schwarz                | Simone Fürnkranz            |
| 24. Mai 2005  | Kronstorf                       | Bernhard Hiebl -2-          |                             |                             | Tania Haiböck                    |                             |                             |
| 25. Apr. 2004 | Wien                            | Heinz Planitzer             |                             |                             | Lisa Hütthaler                   |                             |                             |
| 2000          |                                 | Bernhard Hiebl              |                             |                             | Astrid Kopp                      |                             |                             |
| 1999          |                                 |                             |                             |                             | Irina Kirchler -2-               |                             |                             |
| 1998          |                                 |                             |                             |                             | Irina Kirchler                   |                             |                             |
| 1995          | Graz                            |                             |                             |                             | Monika Feuersinger -3-           |                             |                             |
| 1994          | Graz                            | Norbert Domnik              |                             |                             | Monika Feuersinger -2-           |                             |                             |
| 1993          |                                 | Anton Rattensperger         |                             |                             |                                  |                             |                             |
| 1992          | Knittelfeld                     | Wolfgang Kattnig -4-        |                             |                             | Monika Feuersinger               |                             |                             |
| 1991          |                                 | Wolfgang Kattnig -3-        |                             |                             | Gundi König -3-                  |                             |                             |
| 1990          | Mürzsteg                        | Wolfgang Kattnig -2-        |                             |                             | Gundi König -2-                  |                             |                             |
| 1988          |                                 | Wolfgang Kattnig            |                             |                             | Gundi König                      |                             |                             |

##### U23
| Datum         | Austragungsort                  | U23-Staatsmeisterin Duathlon (Kurzdistanz) | U23-Staatsmeister Duathlon (Kurzdistanz) |
| ------------- | ------------------------------- | ------------------------------------------ | ---------------------------------------- |
| 17. Sep. 2017 | City Duathlon, Deutschlandsberg | Anna Moitzi                                | Michael Singer                           |
| 2016          | Deutschlandsberg                |                                            |                                          |
| 7. Mai 2011   | Bad Häring                      | Romana Slavinec -2-                        | Daniel Hochstraßer                       |
| 8. Mai 2010   | Bad Häring                      | Romana Slavinec                            |                                          |

##### Junioren
5 km Laufen, 20 km Radfahren und 2,5 km Laufen
| Datum | Austragungsort | Junioren-Staatsmeisterin Duathlon Kurzdistanz | Junioren-Staatsmeister Duathlon Kurzdistanz |
| ----- | -------------- | --------------------------------------------- | ------------------------------------------- |
| 2011  | Bad Häring     |                                               | Michael Kavalierek                          |
| 2009  | Moosburg       |                                               | Alois Knabl                                 |
| 2007  | Ternitz        | Mathea Holaus                                 |                                             |
| 2006  | Ternitz        | Martina Kraiser                               |                                             |
| 2005  |                | Lydia Waldmüller                              |                                             |

##### Jugend
5 km Laufen, 20 km Radfahren und 2,5 km Laufen
| Datum | Austragungsort | Jugend-Staatsmeisterin Duathlon Kurzdistanz | Jugend-Staatsmeister Duathlon Kurzdistanz |
| ----- | -------------- | ------------------------------------------- | ----------------------------------------- |
| 2011  | Bad Häring     |                                             | Lukas Pertl                               |

#### Langdistanz
Die Staatsmeisterschaft auf der Duathlon-Langdistanz wurde bereits an vier verschiedenen Orten ausgetragen:
- Powerman Austria, Weyer
- Mürzman Extrem-Duathlon, Mürzzuschlag
- VBA-Duathlon, Bad Häring
- Amstetten

Sie wurde zuletzt am 19. August 2018 in Weyer in Niederösterreich ausgetragen. Die Streckenlängen der Duathlon-Langdistanz beim Powerman in Weyer betragen: 15,6 km erster Lauf, 82,4 km Radfahren und 7,3 km zweiter Lauf
| Datum/Jahr    | Ort                                 | Männer Duathlon Langdistanz | Männer Duathlon Langdistanz | Männer Duathlon Langdistanz | Frauen Duathlon Langdistanz      | Frauen Duathlon Langdistanz  | Frauen Duathlon Langdistanz |
| Datum/Jahr    | Ort                                 | Staatsmeister               | Zweiter Platz               | Dritter Platz               | Staatsmeisterin                  | Zweiter Platz                | Dritter Platz               |
| ------------- | ----------------------------------- | --------------------------- | --------------------------- | --------------------------- | -------------------------------- | ---------------------------- | --------------------------- |
| 19. Aug. 2018 | Weyer                               | Andreas Silberbauer         | Stefan Wrzaczek             | Matthias Aumayr             | Sandrina Illes                   | Victoria Schenk              | Sigrid Herndler             |
| 24. Juli 2016 | Weyer                               | Christoph Lorber            | Massimo Kost                | Christoph Mark              | Victoria Schenk -2-              | Sandrina Illes               | Sigrid Herndler             |
| 23. Aug. 2015 | Weyer                               | Stefan Wrzaczek -2-         |                             |                             | Victoria Schenk                  | Sandrina Illes               |                             |
| 27. Apr. 2014 | Mürzman Extremduathlon Mürzzuschlag | Christian Tortorolo         | Matthias Aumayr             | Christian Birngruber        | Katrin Lang                      | Simone Helfenschneider-Ofner | Elisabeth Höfler            |
| 18. Aug. 2013 | Weyer                               | Jürgen Kropf                | Stefan Wrzaczek             | Willi Vorderderfler         | Simone Helfenschneider-Ofner -3- | Anna Kiesenhofer             | Nicole Hover                |
| 19. Aug. 2012 | Weyer                               | Karl Prungraber -4-         | Daniel Hochstrasser         | Christian Tortorolo         | Simone Helfenschneider-Ofner -2- | Jessica Jarz                 | Michaela Fellhofer          |
| 21. Aug. 2011 | Weyer                               | Karl Prungraber -3-         |                             |                             | Simone Helfenschneider-Ofner     | Michaela Fellhofer           |                             |
| 22. Aug. 2010 | Weyer                               | Siegfried Bauer -2-         |                             |                             | Daniela Rechberger               |                              |                             |
| 2009          | Weyer                               |                             |                             |                             |                                  |                              |                             |
| 24. Aug. 2008 | Weyer                               | Siegfried Bauer             |                             |                             |                                  |                              |                             |
| 2. Sep. 2007  | Weyer                               | Karl Prungraber             |                             |                             | Monika Feuersinger               |                              |                             |
| 20. Mai 2006  | Bad Häring                          | Gernot Seidl -3-            | Albuin Schwarz              | Christian Bickleder         | Astrid Kopp                      | Ulrike Striednig             | Christine Grammer           |
| 4. Sep. 2005  | Weyer                               | Heinz Planitzer             |                             |                             |                                  |                              |                             |
| 2004          | Amstetten                           | Gernot Seidl -2-            |                             |                             | Maria Penker                     |                              |                             |
| Mai 2003      | Bad Häring                          | Gernot Seidl                |                             |                             | Karin Gaberc                     |                              |                             |
| 2001          |                                     | Markus Strini               |                             |                             |                                  |                              |                             |

### Aquathlon

#### Elite
Österreichische Staatsmeisterschaften im Aquathlon wurden erstmals 2006 in Innsbruck ausgetragen.
Die Distanzen gehen über 1000 m Schwimmen und 5000 m Laufen.
| Datum/Jahr    | Ort                                      | Männer Aquathlon         | Männer Aquathlon    | Männer Aquathlon     | Frauen Aquathlon  | Frauen Aquathlon | Frauen Aquathlon |
| Datum/Jahr    | Ort                                      | Staatsmeister            | Zweiter Platz       | Dritter Platz        | Staatsmeisterin   | Zweiter Platz    | Dritter Platz    |
| ------------- | ---------------------------------------- | ------------------------ | ------------------- | -------------------- | ----------------- | ---------------- | ---------------- |
| 28. Juni 2025 | Challenge Walchsee-Kaiserwinkl, Walchsee | Samuel Künz              | Moritz Nigg         | Noah Künz            | Nicole Bauer      | Theresa Moser    | Leonie Hauser    |
| 29. Juli 2023 | Ferlach                                  | Niklas Keller            | Patrik Leitner      | Thomas Windischbauer | Carina Reicht -2- | Tabea Huys       | Alice Riebler    |
| 25. Juni 2022 | Challenge Walchsee-Kaiserwinkl, Walchsee | Thomas Windischbauer -2- | Tobias Schiffer     | Patrik Leitner       | Carina Reicht     | Leonie Hauser    | Nicole Bauer     |
| 21. Aug. 2021 | Steeltownman, Linz                       | Thomas Windischbauer     | Oliver Janny        | Lukas Paul Kollegger | Sarah Hämmerle    | Theresa Moser    | Carina Reicht    |
| 22. Aug. 2020 | Ferlach                                  | Tjebbe Kaindl            | Peter Luftensteiner | Oliver Janny         | Julia Hauser      | Lisa Perterer    | Yasmin Rieger    |
| 3. Aug. 2019  | Ferlach                                  | Christoph Lorber         | Christoph Prem      | Vincent Hummel       | Lisa Perterer     | Lemuela Wutz     | Simone Kumhofer  |
| 4. Aug. 2018  | Kufstein                                 |                          |                     |                      |                   |                  |                  |
| 28. Sep. 2017 | Zeltweg                                  | Lukas Paul Kollegger -4- |                     |                      |                   |                  |                  |
| 14. Aug. 2016 |                                          | Lukas Paul Kollegger -3- |                     |                      |                   |                  |                  |
| 2015          |                                          | Lukas Paul Kollegger -2- |                     |                      |                   |                  |                  |
| 14. Juni 2014 | Innsbruck                                |                          |                     |                      |                   |                  |                  |
| 2013          |                                          | Lukas Paul Kollegger     |                     |                      |                   |                  |                  |
| 30. Juni 2012 | Bad Sauerbrunn                           |                          |                     |                      |                   |                  |                  |
| 26. Aug. 2006 | Innsbruck                                |                          |                     |                      |                   |                  | Lisa Perterer    |

#### U23
| Datum         | Austragungsort    | Staatsmeisterin Aquathlon | Staatsmeister Aquathlon  |
| ------------- | ----------------- | ------------------------- | ------------------------ |
| 14. Aug. 2016 | Blindenmarkt (NÖ) |                           | Lukas Paul Kollegger -3- |

#### Junioren
| Datum         | Austragungsort            | Staatsmeisterin Aquathlon (Junioren) | Staatsmeister Aquathlon (Junioren) |
| ------------- | ------------------------- | ------------------------------------ | ---------------------------------- |
| 22. Aug. 2020 | Ferlach                   | Sarah Hämmerle                       |                                    |
| 2012          | Bad Sauerbrunn (B)        |                                      | Lukas Pertl                        |
| 2011          | Pörtschach (K)            |                                      |                                    |
| 2007          | Velden am Wörther See (K) | Mathea Holaus                        |                                    |

#### Jugend
| Datum         | Austragungsort | Jugend-Staatsmeisterin Aquathlon | Jugend-Staatsmeister Aquathlon |
| ------------- | -------------- | -------------------------------- | ------------------------------ |
| 21. Aug. 2021 | Linz           | Hehenwarter Linda                | Patrik Leitner                 |
| 22. Aug. 2020 | Ferlach        | Larissa Burtscher                |                                |
| 2018          | Kufstein (T)   | Lisa Hufnagl                     |                                |

#### Schüler
| Datum         | Austragungsort | Schüler-Staatsmeisterin Aquathlon | Schüler-Staatsmeister Aquathlon |
| ------------- | -------------- | --------------------------------- | ------------------------------- |
| 21. Aug. 2005 | St. Johann (K) | Lisa Perterer                     |                                 |
| 2003          | Innsbruck      | Martina Kraiser                   |                                 |

## Olympische Spiele
Die folgenden Ergebnisse konnte Österreich bisher bei den Olympischen Spielen erzielen – herausragend ist hier der Olympiasieg von Kate Allen im Jahr 2004 in Athen.
Im Förderkader Rio 2016 wurden 94 österreichische Athleten vom Sportministerium gefördert – darunter vier Triathleten: Lisa Perterer im Medaillenkader und im Hope Kader waren dies Sara Vilic, Lukas Hollaus und Alois Knabl. Für einen Startplatz bei den Olympischen Sommerspielen 2016 konnten sich schließlich Lisa Perterer, Sara Vilic und Thomas Springer qualifizieren.
Am 11. August gab das Österreichische Olympische Komitee jedoch bekannt, dass Perterer wegen eines Ermüdungsbuches nicht starten könne und nominierte Julia Hauser nach.
| Jahr                                    | Österreichische Triathleten | Österreichische Triathletinnen |
| --------------------------------------- | --------------------------- | ------------------------------ |
| Olympische Spiele 2020 – Tokyo          | Lukas Hollaus (34.)         | Alois Knabl (DNF)              |
| Olympische Spiele 2020 – Tokyo          | Lisa Perterer (27.)         | Julia Hauser (DNF)             |
| Olympische Spiele 2016 – Rio de Janeiro | Thomas Springer (47.)       | Sara Vilic (37.)               |
| Olympische Spiele 2016 – Rio de Janeiro | Thomas Springer (47.)       | Julia Hauser (DNF)             |
| Olympische Spiele 2012 – London         | Andreas Giglmayr (40.)      | Lisa Perterer (48.)            |
| Olympische Spiele 2008 – Peking         | Simon Ágoston (8.)          | Kate Allen (14.)               |
| Olympische Spiele 2008 – Peking         | Simon Ágoston (8.)          | Tania Haiböck (28.)            |
| Olympische Spiele 2008 – Peking         | Simon Ágoston (8.)          | Eva Dollinger (DNF)            |
| Olympische Spiele 2004 – Athen          | Norbert Domnik (37.)        | Kate Allen (Gold )             |
| Olympische Spiele 2004 – Athen          | Norbert Domnik (37.)        | Eva Bramböck (28.)             |
| Olympische Spiele 2000 – Sydney         | Johannes Enzenhofer (29.)   |                                |

## Kader
Im österreichischen Kader 2025 sind gemeldet (Stand: 17. Mai 2025):
ÖTRV A-Kader
- Jan Bader
- Therese Feuersinger
- Julia Hauser
- Tabea Huys
- Tjebbe Kaindl
- Niklas Keller
- Alois Knabl
- Lisa Perterer
- Carina Reicht
- Thomas Windischbauer

ÖTRV B-Kader
- Peter Luftensteiner
- Lukas Pertl
- Philip Pertl
- Sara Vilic

ÖTRV C-Kader
- Jan Alb
- Nicole Bauer
- Siméon Dolinschek
- Jonas Hauser
- Linda Hehenwarter
- Samuel Künz
- Brody Kapeller
- Patrik Leitner

ÖTRV Triathlon
Langdistanz Nationalteam
- Eva Berger
- Georg Enzenberger
- Therese Feuersinger
- Julia Hauser
- Tabea Huys
- Tjebbe Kaindl
- Niklas Keller
- Alois Knabl
- Lisa Perterer
- Carina Reicht
- Thomas Windischbauer

ÖTRV Paratriathlon
Nationalteam
- Florian Brungraber
- Thomas Frühwirth

ÖTRV Cross-Triathlon
Nationalteam
- Leyla Höfer
- Lorenz Schatz
- Marcel Spandl
- Carina Wasle

ÖTRV Duathlon
Nationalteam
- Bettina Ecker
- Sebastian Fuchs
- Sandrina Illes
- Brody Kapeller
- Susanne Silberbauer